# London
London az Egyesült Királyság és azon belül Anglia fővárosa, a legnagyobb városi terület az Egyesült Királyságban; Európában Isztambul és Moszkva után a legnépesebb város. A Londoni-medencében, a Temze folyó két partján terül el. A története egészen az alapító rómaiakig nyúlik vissza, akik a várost Londiniumnak nevezték. A középkor emlékeit a város központjában található City of London őrzi, a mai London e köré épült ki.
London a világ egyik vezető globális városa, a Forbes 2014-es felmérése alapján a világ legbefolyásosabbja. A város nemcsak az Egyesült Királyság, hanem a világ egyik kereskedelmi, oktatási, szórakoztatóipari, divat, egészségügyi, kutatási és fejlesztési, turisztikai és közlekedési központja. London a világ legnagyobb pénzügyi központja is New York mellett, és az ötödik legtöbb GDP-t termelő város a világon (Európában az első). London a világ egyik leglátogatottabb városai közé tartozik, évente kb. 27 millió turista választja úticéljául, és a London-Heathrow-i repülőtér a világ legforgalmasabb repülőtere. Londonban 43 egyetem található, és ezzel Európa legtöbb egyetemével rendelkező városa. Itt a legmagasabbak az ingatlanárak az egész világon. 2012-ben Londonban rendezték a nyári olimpiai játékokat, és ezzel London és Athén is háromszor rendezett olimpiát.
Londonban sokféle népcsoport, kultúra és vallás találkozik. Csak a város területén 300 nyelvet beszélnek. A 2009-es népszámláláson Nagy-London népessége 9 675 567 fő volt, ezzel a számmal az Európai Unió legnépesebb városa volt az ország 2020-as kilépéséig. A Londoni agglomeráció becslések szerint 12 és 14 millió fő közé tehető. A város volt a világ legnépesebb városa 1831 és 1925 között.
Londonban több világörökségi helyszín található. Ezek többek között a Tower of London, a Kew Gardens, a Westminster-palota és a Westminsteri apátság, valamint Greenwich, ami nevezetességét a csillagvizsgálójának köszönheti, és annak, hogy itt halad át a „greenwichi délkör”, ami a zónaidő valamint a földrajzi hosszúsági körök számításának hagyományos alapja. Más híres nevezetessége a városnak a Buckingham-palota, a London Eye, a Tower Bridge, a Piccadilly Circus, a Trafalgar tér, a Szent Pál-székesegyház és a Wembley Stadion is. London otthont ad számos nevezetes múzeumnak, galériának, könyvtárnak és egyéb kulturális intézménynek, többek között a British Museumnak, a National Gallerynek és több mint negyven színháznak. A londoni metró a legrégebbi földalatti vasúthálózat a világon, és a második legnagyobb kiterjedésű a világon a Sanghaji metróhálózat után.

## Földrajz

### Fekvése

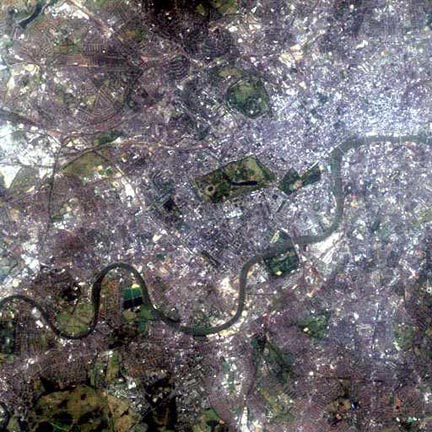
Egy Landsat 7 műholdfelvétel Nyugat-Londonról. Középen a zöld terület a Hyde Park, tőle jobbra a Green Park és a St. James’s Park

Ma Londonnak rendszerint a Nagy-London néven is ismert egész várost hívjuk, ami a belvárosból (City) és harminckét londoni borough-ból áll, és amelynek területe 1579 km². Történelmi szempontból a név a City of Londonra vonatkozik, amiből a mai város kinőtt. 1889 és 1965 között a korábbi London megyére is vonatkozott, ami a mai Belső-London területével egyezik meg. London központjának (Charing Cross) koordinátái: é. sz. 51° 30′, ny. h. 0° 08′51.500000°N 0.133333°W. Az ókori rómaiak Londinium város központját a Londoni kővel jelölték. Budapesttől 1670 km-re fekszik.
London kikötőváros a Temze partján, s a folyó nagy hatással volt fejlődésére. Az északi partján alapították és több száz éven át egyetlen híd, a London Bridge vezetett át rajta. Emiatt a város központja sokáig az északi parton volt. Amikor a 18. században több hidat is építettek, a város nagyobb iramban kezdett terjeszkedni a környező sík és enyhén dombos vidékeken. Emiatt London nagyjából kör alakú lett. A Temze régebben sokkal szélesebb és sekélyebb folyó volt, mint ma, de aztán partját beépítették, és több mellékfolyója ma a föld alatt folyik. Mivel a város közel fekszik ahhoz a helyhez, ahol a Temze a tengerbe ömlik, az apály-dagály váltakozása áradással fenyegeti. Ezt fokozza a tengerszint lassú, de folyamatos emelkedése, amit gátakkal próbálnak szabályozni.

### Éghajlat
London éghajlata mérsékelt övi, meleg (de néha forró) nyárral, enyhe (de néha hideg) téllel és állandó, nem kevés, napi rendszerességgel hulló csapadékkal. A nyári hőmérséklet ritkán magasabb, mint 30 °C, bár az utóbbi években némi emelkedés volt megfigyelhető. A valaha mért legmagasabb hőmérséklet 37,9 °C volt a Heathrow repülőtéren 2003-ban. Hóesés ritkán van. Az átlagos csapadék évente kb. 600 mm. Londonra sajátos mikroklíma jellemző, a sűrűn beépített terület raktározza a hőt, így a városban gyakran 5 °C-kal is melegebb van, mint a környező területeken. A napsütéses órák száma november, december, január és február hónapokban minimális, 1-2 óra a napi átlag.
| Hónap                           | Jan.  | Feb. | Már. | Ápr. | Máj. | Jún. | Júl. | Aug. | Szep. | Okt. | Nov. | Dec. | Év    |
| ------------------------------- | ----- | ---- | ---- | ---- | ---- | ---- | ---- | ---- | ----- | ---- | ---- | ---- | ----- |
| Rekord max. hőmérséklet (°C)    | 18,5  | 19,7 | 25,3 | 29,8 | 32,8 | 35,6 | 36,5 | 38,5 | 35,4  | 29,9 | 21,1 | 17,7 | 38,5  |
| Átlagos max. hőmérséklet (°C)   | 8,3   | 8,5  | 11,4 | 14,2 | 17,7 | 20,7 | 23,2 | 22,9 | 20,1  | 15,6 | 11,4 | 8,6  | 15,3  |
| Átlagos min. hőmérséklet (°C)   | 2,6   | 2,4  | 4,1  | 5,4  | 8,4  | 13,2 | 14,2 | 14,0 | 11,2  | 8,3  | 5,1  | 2,8  | 7,7   |
| Rekord min. hőmérséklet (°C)    | −10,0 | −9,0 | −8,0 | −2,0 | −1,0 | 5,0  | 7,0  | 6,0  | 3,0   | −4,0 | −5,0 | −7,0 | −10,0 |
| Átl. csapadékmennyiség (mm)     | 51    | 38   | 40   | 45   | 46   | 47   | 41   | 51   | 50    | 68   | 58   | 53   | 588   |
| Havi napsütéses órák száma      | 49    | 71   | 107  | 160  | 181  | 181  | 192  | 195  | 138   | 108  | 58   | 37   | 1477  |
| Forrás: BBC Weather, Met Office |       |      |      |      |      |      |      |      |       |      |      |      |       |

## Története

### Ókor
Az ókori rómaiak előtti korból kevés lelet maradt fenn. Londont a rómaiak alapították, mint Britannia provincia fővárosát, miután i. sz. 43-ban Claudius császár a mai Anglia legnagyobb részét meghódította. Londinium-nak nevezték el. A név nem latin, hanem kelta eredetű, feltehetően a kelta Londinos személynévből ered. Egy másik elmélet szerint a név egy a kelta kor előtti (őseurópai) Plowonida szóból származik, ami körülbelül annyit jelent, hogy „település a széles folyó partján”. A Római Birodalom bukása után Londont elhagyták a rómaiak.

### Középkor
A 7. században Egy Lundenwic nevű szász város épült nem messze a mai Aldwych-től nyugatra. A régi római város a 9. században vagy a 10. század elején népesült be újra.
Westminster egykor önálló város volt, a középkor óta az angol királyi udvar székhelye. Végül a két város egybeépült, így jött létre a mai London alapja, bár ekkor még nem volt főváros (a hampshire-i Winchester volt az a 12. századig.) London növekedésnek indult, és a következő pár évszázadban magába olvasztotta a környező kisvárosokat és falvakat.

### Újkor
A 16. századtól a 20. század elejéig a Brit Birodalom fővárosa volt.
1666. szeptember 2-án kezdődött a nagy londoni tűzvész, amely a belváros nagy részét elpusztította. Egy pék faházából indult el, és a következő három nap folyamán több mint 13 000 épület égett le, köztük a Szent Pál-katedrális is. A város tíz év alatt épült újjá.

### Modern kor
A 18. században fejlődése felgyorsult és a 19. század elejére a világ legnagyobb városa lett. Az önkormányzat igyekezett teljesíteni a gyors növekedés támasztotta követelményeket. 1855-ben alapították a Metropolitan Board of Works-t arra a célra, hogy biztosítsa a megfelelő infrastruktúrát a gyorsan növekvő városnak. 1889-ben ehelyett jött létre London megye tanácsa, amely egész London közigazgatását irányította, és amely az első, közvetlen választással létrejött ilyen szervezet volt.
A 20. század elején a londoniak szénnel fűtöttek, ami miatt hatalmas füstmennyiség került a levegőbe. Az éghajlati körülményekkel együtt ez gyakran szmogot (azaz füstködöt) okozott. 1956-ban törvényt hoztak a tiszta levegőért, miután 1952. december 5. és 9. között több mint 4000 ember halálát okozta az öt napig a városra nehezedő szmog. A törvény értelmében füstmentes zónákat alakítottak ki, ahol füstöt nem okozó fűtőanyagot kellett használni.
London arculatában a legnagyobb változást az elmúlt 100 évben a német bombázások okozták a második világháború idején. A bombázás több mint 30 000 embert ölt meg, és rengeteg épületet elpusztított. Az elpusztult részek az 1950-es, 60-as és 70-es években többféle stílusban épültek újjá, ezért Londonra jellemző, hogy arculata építészetileg nem egységes.
1965-ben London megye tanácsát felváltotta Nagy-London tanácsa (Greater London Council, GLC). Ekkor csatlakozott a városhoz húsz olyan környékbeli település, amely ma is London része. A GLC-t 1986-ban eltörölték, mert összeütközésbe került Margaret Thatcher kormányával, és hatásköre átkerült az egyes kerületekhez. 2000-ben újra központosították a város feletti hatalmat, és polgármestert választottak Ken Livingstone személyében. 2008. május 4-étől 2016. május 6-áig Boris Johnson, azóta Sadiq Khan Nagy-London polgármestere.

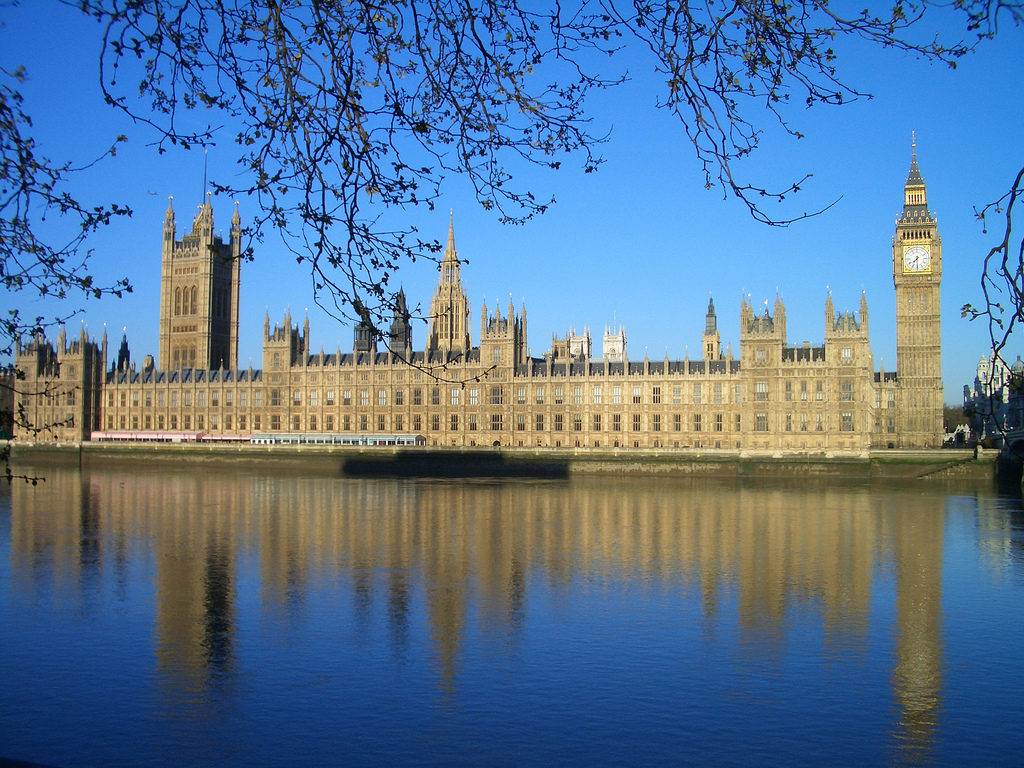
A Westminster-palota és óratornya, amiben a Big Ben található
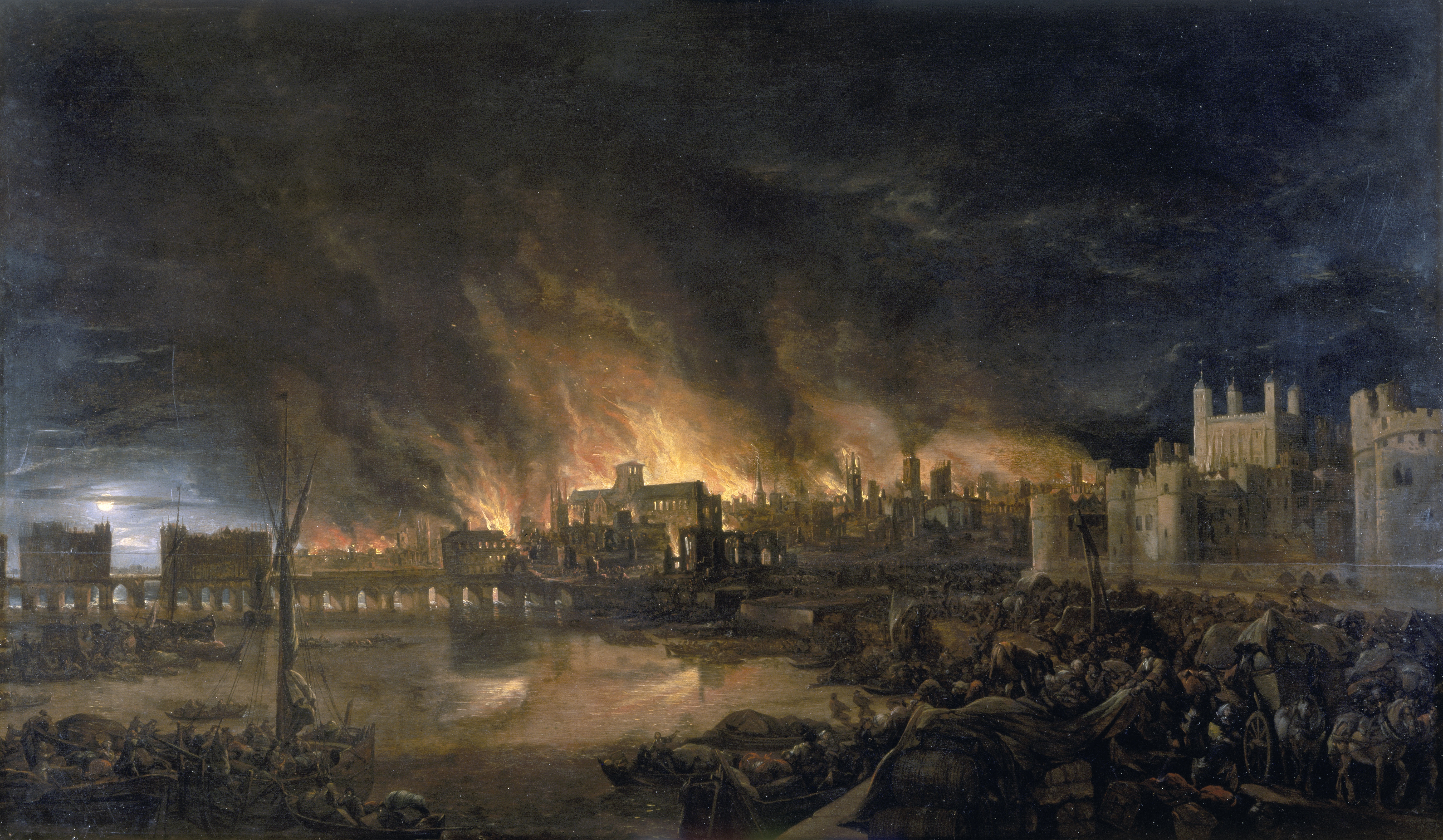
Egy az 1666-os nagy londoni tűzvészről készült festmény
A lángoló London egy német légitámadás után (1941)
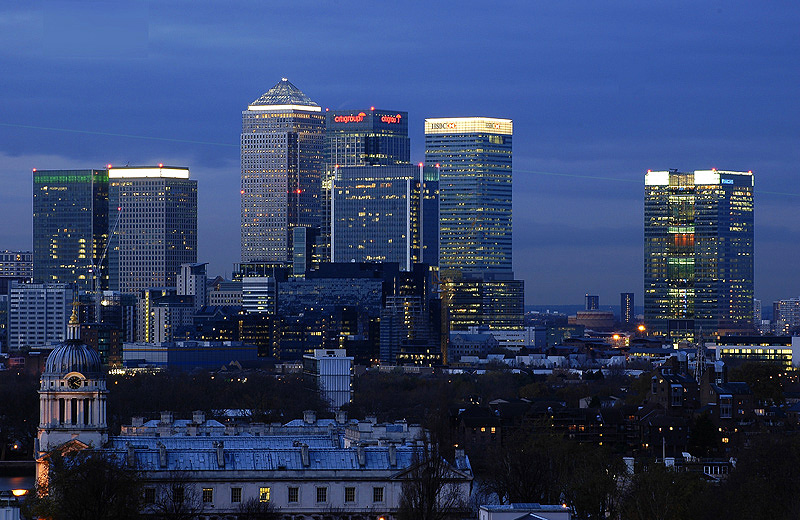
A Canary Wharf üzleti központ

Az 1997-es tűzszünetig London gyakran az IRA egyik célpontja volt az észak-írországi területek feletti egyet nem értés miatt. 2005. július 7-én Londont terrortámadás érte, alig 24 órával azután, hogy London megkapta a 2012-es olimpia rendezésének jogát. 2011. augusztus 6-án zavargások törtek ki London Tottenham kerületében, miután Mark Duggant, egy töltött maroklőfegyverrel felfegyverkezett jamaicai származású drogkereskedőt rendőrök megöltek egy intézkedés során. Mark Duggan tagja volt egy korábban rendőrgyilkosságot elkövető bandának. A tottenhami zavargások átterjedtek a város egyéb kerületeire és az Egyesült Királyság más városaira is, ahol főleg fiatalok által elkövetett tömeges gyújtogatásokra, fosztogatásokra és egyéb erőszakos bűncselekményekre került sor.
Ma Nagy-London a belvárosból és 32 kerületből (borough; köztük Westminster városa) áll. A legjelentősebb központ Westminster, itt található a West End, London legfontosabb kulturális, szórakoztatóipari és bevásárlónegyede, itt található a pénzügyi intézmények kivételével a legtöbb, a városban található cég székhelye és az Egyesült Királyság kormányzati épületei. A londoni City a világ bankjainak központja és Európa fő üzleti központja. Itt található Európa 500 legnagyobb cége közül több mint száznak a székhelye. A londoni tőzsde nagyobb forgalmat bonyolít, mint New Yorké és Tokióé együttvéve. A City hétköznapokon rendkívül forgalmas, de hétvégeken meglehetősen csendes, mert lakónegyedek nemigen találhatóak itt.

## Gazdaság

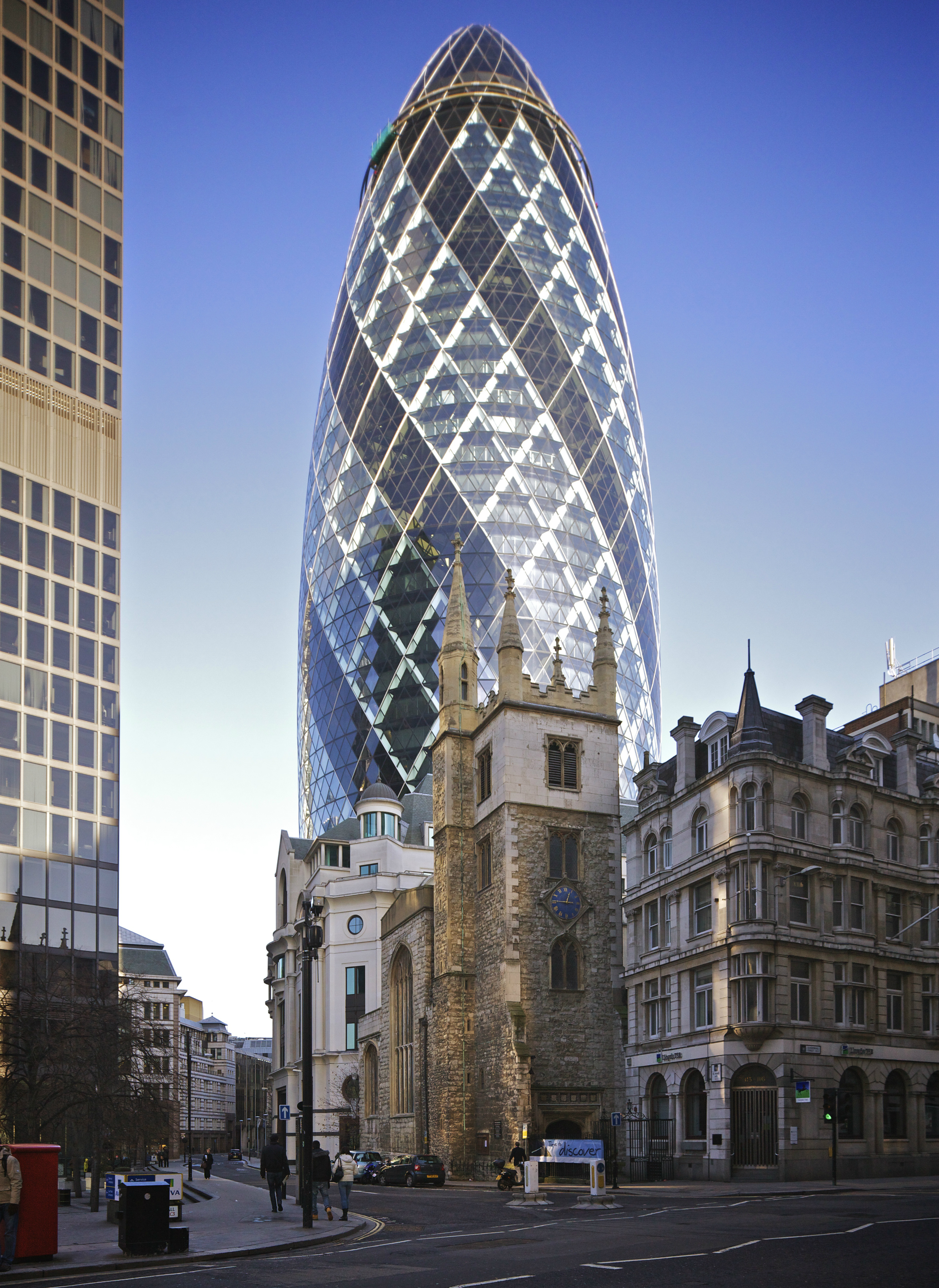
A City of London üzleti negyedben található 30 St Mary Axe felhőkarcoló

London a nemzetközi gazdaság és kereskedelem, legnagyobb központja, valamint egyike a világgazdaság három nagy központjának (London, New York, Tokió). Mint Európa legnagyobb teljesítményű városi gazdasága, London évről évre az ország GDP-jének a 19%-át adja. Ez összegszerűen 2005-ben 219 milliárd font volt. A londoni nagyvárosi körzet termeli meg az ország GDP-jének 30%-át, azaz 2005-ben 345 milliárd fontot. A városnak öt nagyobb gazdasági körzete van. Ezek: a City of London, Westminster, Canary Wharf, Camden & Islington és Lambeth & Southwark.
| Üzleti körzet       | Irodaterület (m²) | Irodafajták                                                          |
| ------------------- | ----------------- | -------------------------------------------------------------------- |
| A City              | 7 740 000         | pénzügyi, tőzsdei, biztosítási, jogi                                 |
| Westminster         | 5 780 000         | központok, berendezés, private banking, fedezeti alapok, kormányzat  |
| Camden & Islington  | 2 294 000         | kreativ iparágak, pénzügy, lakberendezés, művészet, divat, építészet |
| Canary Wharf        | 2 120 000         | bank, média, jogi irodák                                             |
| Lambeth & Southwark | 1 780 000         | könyvelőirodák, tanácsadás, helyi önkormányzat                       |

London legjelentősebb iparága a pénzügyi szektor, ezen belül pedig a pénzügyi export, mely az ország fizetési mérlegének jelentős hányadáért felelős. A City Európa legforgalmasabb pénzügyi és gazdasági központja. Bankoknak, biztosítóknak, brókercégeknek, ügyvédi és könyvelőirodáknak nyújt helyet. Egy második, kisebb pénzügyi központ fejlődik ki a Canary Wharfon, a Citytől keletre. Itt van a HSBC, a Reuters, a Barclays és sok más, elsősorban jogi iroda világméretű központja. Londonban bonyolították le a világpénzben (euróban és dollárban) lebonyolított üzletek 31%-át. Ez naponta átlagosan 753 milliárd dolláros forgalmat jelent. Több dollárban denominált üzletet kötöttek itt, mint New Yorkban, és több euróban denominált üzletet kötöttek, mint bármelyik eurózónához tartozó ország városaiban.

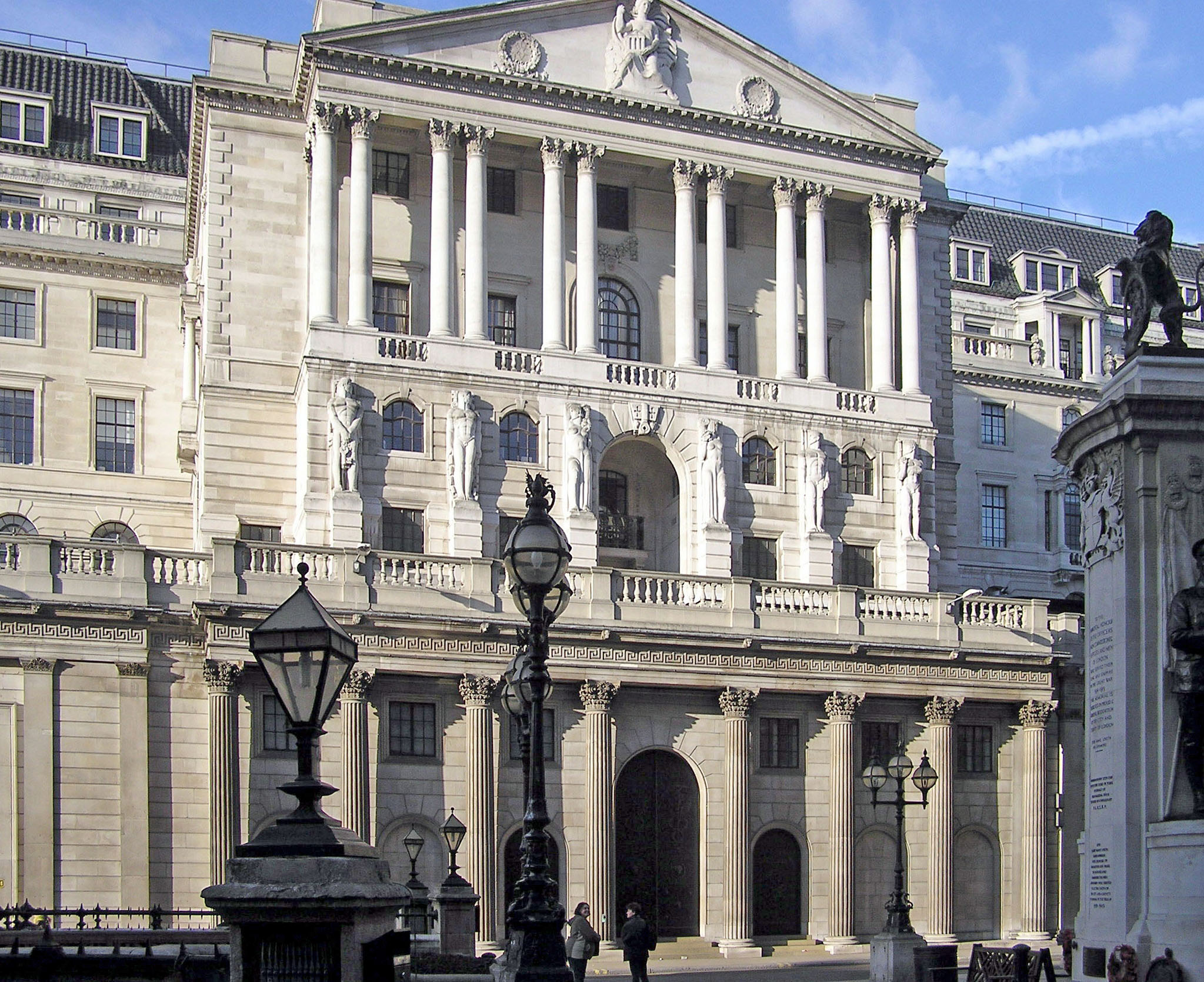
A Bank of England, az Egyesült Királyság központi bankja

Az FTSE 100-ban szereplő cégeknek több mint a fele, és Európa 500 legnagyobb cégéből 100-nak Londonban van a központja. Az FTSE 100 tagjainak 75%-ának a város vonzáskörzetében van a székhelye, valamint a Fortune 500 75%-ának van a városban irodája. A médiaszektor szintén nagy számban képviselteti magát, a médiaipar a város második legnagyobb gazdasági szolgáltató szektora. A BBC az iparág legnagyobb foglalkoztatója. Több társaságnak is a város környékén van a székhelye. Sok országos újságot Londonban szerkesztenek, amiket leginkább a Fleet Streettel hoznak összefüggésbe az emberek. Mostanában azonban többségük a Canary Wharf körül készül. A hang- és filmfelvételeket leggyakrabban a Sohóban készítik.
Régen a Port of London volt a világ legnagyobb kikötője, most pedig a 3. legnagyobb az országban. A kereskedelem nagy része elhagyta a várost, s a közeli Tilbury lett a rakodás helyszíne. A turizmus szintén London kulcsfontosságú területeihez tartozik. 2003-ban 350 000 teljes munkaidőben foglalkoztatott dolgozó dolgozott ebben a szektorban, míg a turisták által itt hagyott pénz elérte a 15 milliárd fontot. London a turisták egyik kedvelt célpontja, évente 27 millió vendégéjszakát regisztrálnak, ezzel Párizs után a második leglátogatottabb város. 2010-ben a leglátogatottabb látnivalók Londonban:

1. British Museum
2. Tate Galéria
3. National Gallery
4. Természettudományi Múzeum
5. London Eye
6. Victoria and Albert Museum
7. Madame Tussaud panoptikuma
8. National Maritime Museum
9. Tower of London

## Népesség
| London 2011-es etnikai összetétele | London 2011-es etnikai összetétele | London 2011-es etnikai összetétele |
| ---------------------------------- | ---------------------------------- | ---------------------------------- |
|                                    | Származás                          | Lélekszám                          |
| UK                                 | Egyesült Királyság                 | 5 175 677                          |
| India                              | India                              | 262 247                            |
| Lengyel                            | Lengyelország                      | 158 300                            |
| Ír                                 | Írország                           | 129 807                            |
| Nigéria                            | Nigéria                            | 114 718                            |
| Pakisztán                          | Pakisztán                          | 112 457                            |
| Banglades                          | Banglades                          | 109 948                            |
| Jamaica                            | Jamaica                            | 87 467                             |
| Srí Lanka                          | Srí Lanka                          | 84 542                             |
| Francia                            | Franciaország                      | 66 654                             |
| Dél-Afrika                         | Dél-Afrika                         | 66 654                             |
| Kenya                              | Kenya                              | 66 311                             |
| Szomália                           | Szomália                           | 65 333                             |
| USA                                | Egyesült Államok                   | 63 920                             |
| Olasz                              | Olaszország                        | 62 050                             |
| Ghána                              | Ghána                              | 62 896                             |
| Török                              | Törökország                        | 59 596                             |
| Német                              | Németország                        | 55 476                             |
| Ausztrál                           | Ausztrália                         | 53 959                             |
| Románia                            | Románia                            | 44 848                             |
| Fülöp-szigetek                     | Fülöp-szigetek                     | 44 199                             |
| Portugália                         | Portugália                         | 41 041                             |
| Litvánia                           | Litvánia                           | 39 817                             |
| Kína                               | Kína                               | 39 452                             |
| Irán                               | Irán                               | 37 339                             |
| Spanyol                            | Spanyolország                      | 35 880                             |
| Hongkong                           | Hongkong                           | 26 435                             |
| Zimbabwe                           | Zimbabwe                           | 21 039                             |

Az egyre növekvő iparosodással London lakossága a 19. század végén és a 20. század elején rohamléptekkel nőtt. A 19. század végétől a világ legnépesebb városa volt egészen a 20. század elejéig, amikor is 1925-ben New York megelőzte. A népesség közvetlenül a második világháború kitörése előtt, 1939-ben, a Nagy-Londoni területen 8 615 245 fő volt, majd ez a lélekszám egészen az 1980-as évekig csökkent, egészen 6 608 513 főig. A 90-es évektől újra megindult a népességnövekedés: a 2001-es népszámláláson már 7 172 036 főt regisztráltak, míg a 2009-esen 9 675 567 főt.
A Nagy-London városi terület egyre inkább növekszik, az agglomerációval együtt lakossága definíciótól függően 12 és 14 millió fő közé tehető. London országának legnépesebb városa, az Eurostat egyik jelentése szerint az Európai Unió legnépesebb városa és agglomerációja, Európa második, a világ 19. legnagyobb városa.
A régió területe 1579 négyzetkilométer, népsűrűsége pedig 4761 fő négyzetkilométerenként, több mint tízszer annyi, mint más angol régiókban.

### Etnikai összetétel
A 2001-es népszámlálás adatai alapján a lakosság 71,15%-a fehérnek (brit 59,79%, ír 3,07%, egyéb fehér 8,29%), 12,09%-uk indiainak, pakisztáninak, bangladesinek vagy egyéb ázsiainak (többségében srí lankainak, arabnak vagy más dél-ázsiai népcsoporthoz tartozónak), 10,91% feketének, 3,15%-a kevert nemzetiségűnek, 1,12%-a kínainak, 1,58%-a egyéb kisebbséghez tartozónak vallotta magát. A lakosság 21,8%-a született az EU-n kívül. Az írek alkotják a legnagyobb külföldön született csoportot.

### A város néhány nevezetes szülötte
- II. Erzsébet brit királynő
- III. Károly brit király
- Vilmos walesi herceg
- Henrik sussexi herceg
- Charlie Chaplin
- Elizabeth Taylor
- Vanessa Redgrave
- David Suchet
- Roger Moore
- Michael Caine
- Hugh Grant
- Daniel Day-Lewis
- Alan Rickman
- Gary Oldman
- Kiefer Sutherland
- Emma Thompson
- Helena Bonham Carter
- Kate Beckinsale
- Rachel Weisz
- Jude Law
- Natasha Richardson
- Joely Richardson
- Daniel Radcliffe
- Robert Pattinson
- Emily Blunt
- Phil Collins
- Elton John
- George Michael
- Rod Stewart
- Brian May
- David Bowie
- Kate Moss
- Naomi Campbell
- Adele
- Amy Winehouse
- Lily Allen
- Alexandra Burke
- Leona Lewis
- Jessie J
- Mischa Barton
- Minnie Driver
- Paul Bettany
- Gemma Jones
- Rosamund Pike
- Dominic Cooper
- Ed Westwick
- Tilda Swinton
- David Beckham
- Frank Lampard
- John Terry
- Rio Ferdinand
- Theo Walcott
- Joe Cole
- Ashley Cole
- Elvis Costello
- Antony C. Sutton
- Carlo Acutis

## Városszerkezet

### London kerületei
Lásd még: London kerületei

### Central London

#### A City
Lásd még: City of London

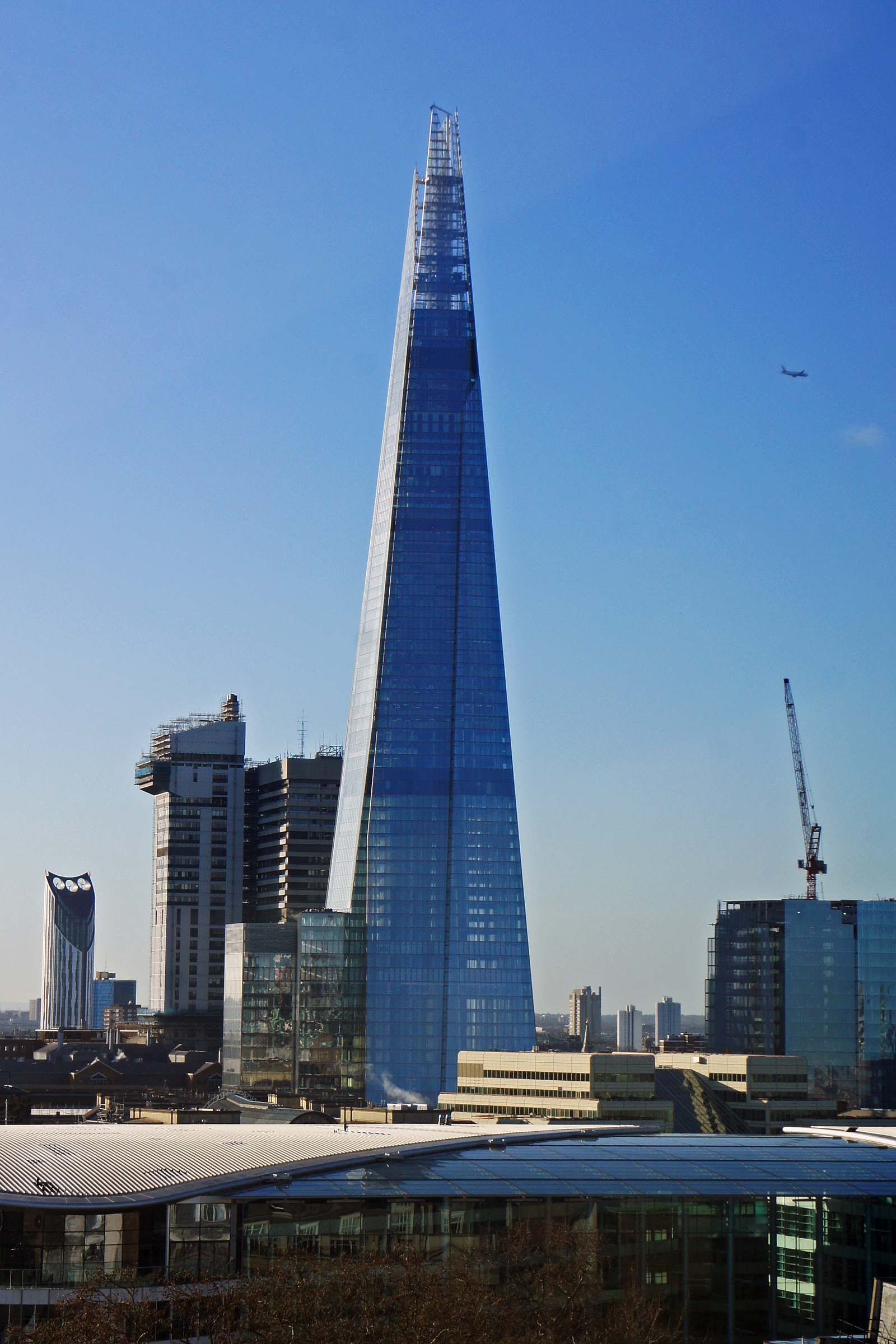
A 309 méter magas, és ezzel Európa legmagasabb épületének számító, Shard London Bridge épület 2013-ban

A City, teljes nevén City of London, ( más néven The Square Mile, azaz A Négyzetmérföld, mivel megközelítőleg ennyi a területe - kb. 2,6 km²) a világ egyik legfontosabb pénzügyi központja. Területét tekintve a legkisebb londoni kerület, de egyfajta város a városon belül. Számos előjoggal rendelkezik, ami évezredes történelmi hagyományokon alapul (886-tól kezdődően): így például az uralkodó csak a City polgármestere, a Lord Mayor társaságában léphet a City területére; a Guildhallban székelő, 900 éves hagyományra visszatekintő Corporation of London nevű tanács kormányozza; saját rendőrsége is van: a Londoni Metropolitan Police (közkeletű nevén a Scotland Yard) illetékessége nem terjed ki a Cityre. A régmúltban fontos szerepük volt még a kerület életében a különböző szakmák céhjeinek, a Livery Companyknek, ma szerepük már inkább csak ceremoniális és karitatív, összesen 107 működik belőlük. Érdekesség, hogy két híd, a London Bridge és a Blackfriars Bridge teljes hosszában a Cityhez tartozik, míg az alattuk elfolyó Temze csak a közepéig, onnan a túlparti Southwark kerülethez. További érdekesség, hogy a City határain jóval túl, más kerületekben fekvő néhány zöldterület is a City része, így északkeleten az Eppingi erdő, északnyugaton a Hampstead Heath és a Queen's Park, és keleten a West Ham Park.

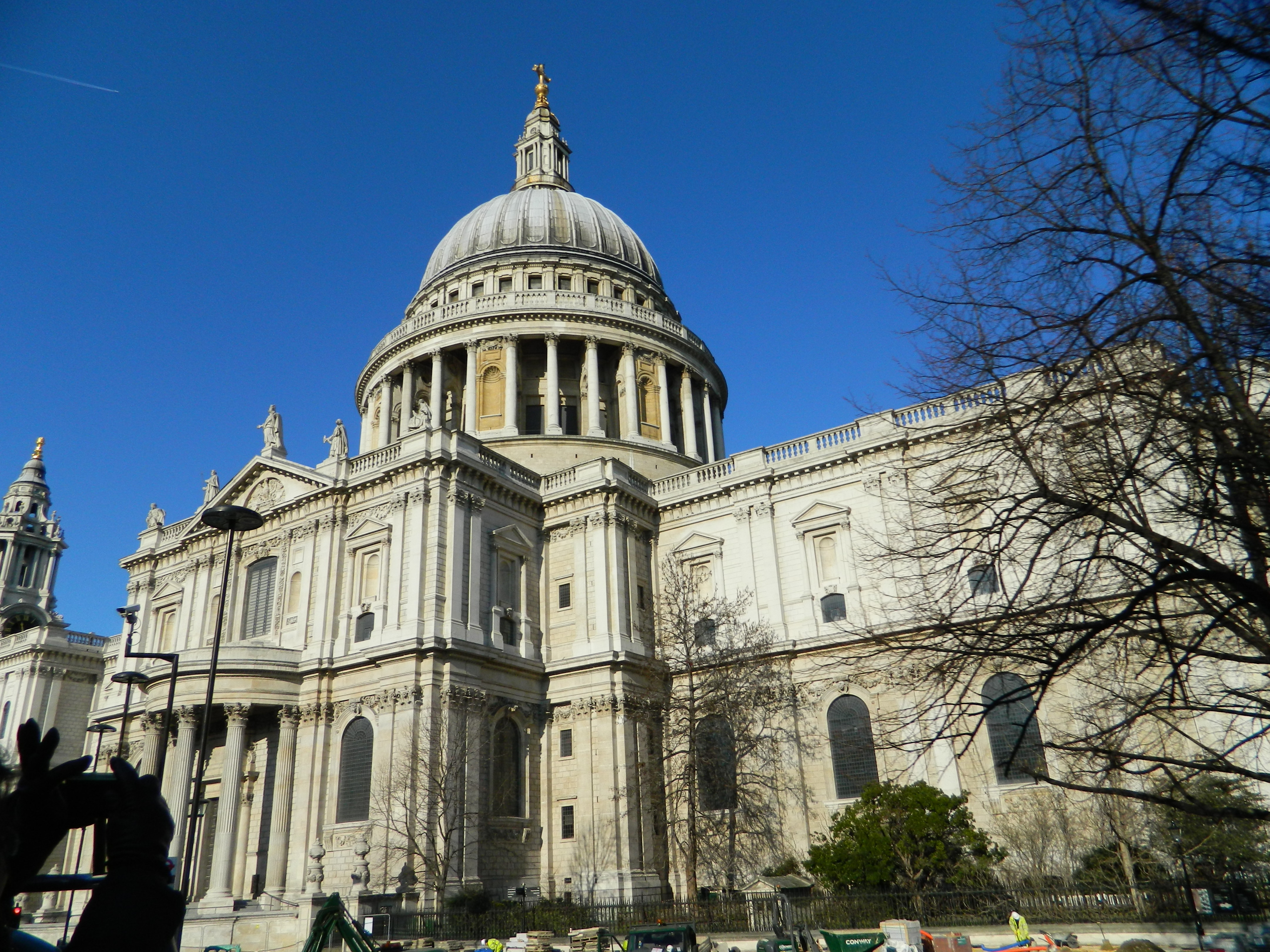
A Szent Pál-székesegyház

A városképet egykor Európa ötödik legnagyobb temploma, a Szent Pál-katedrális uralta, ma rengeteg magas épület található itt. A legmagasabb a 42-es torony, ami megépítésekor az ország legmagasabb épülete volt, nevét 42 emeletéről kapta és ismert NatWest-toronyként is. Másik, újabb keletű látványossága a The Gherkin (Az Uborka) néven ismert irodaépület, ennek hivatalos neve 30 St. Mary Axe (ami a címe is egyben), de gyakran hivatkoznak rá Swiss Re Tower-ként is, ez a név az építtető svájci biztosítótársaságra utal. Bár az utóbbi időben több nagy beruházás is kezdetét vette, például a London Bridge Station és a Guy’s Hospital közötti területen 2012-es átadással épült meg a Shard London Bridge (The Shard) nevű épület, amely 309 méteres magasságával az Egyesült Királyság és Európa egyik legmagasabb épületének számít. Fordított jégcsap formája egyedülállóvá teszi a világon. A Bishopsgaten épülő The Pinnacle és a Heron Tower is megváltoztatni készülnek a jól ismert városképet. A City népessége viszonylag alacsony, kb. 7000 fő, de munkanapokon ez 300 000-re emelkedik. Legfontosabb pénzügyi kerületként az utóbbi időben versenytársa lett a kelet-londoni Canary Wharf.

#### A West End
A West End London legnagyobb bevásárlónegyede és szórakoztatóipari központja. Az elnevezés „hatóköre” nincs pontosan körülhatárolva, nagyjából a Citytől nyugatra, a Temzétől északra eső területet szokás így hívni, nyugati határának kb. a Hyde Parkot szokás tekinteni. Legismertebb helye a Trafalgar Square. Az Oxford Street a világ egyik legismertebb bevásárlóutcája. Keleti végétől délre található a Soho, egy kis utcák hálózatából álló, éttermekkel, pubokkal, kisebb boltokkal, színházakkal és mozikkal teli városrész, ahol több film- és reklámcég központja található. A Piccadilly egy jelentős útvonal, ami a Piccadilly Circustól a Hyde Park Cornerig vezet.
A West End neve egyet jelent a professzionális színházakkal is, mintegy negyven jelentősebb és több kisebb található belőlük itt, nagy részük az Oxford Street, Regent Street, Strand, Kingsway által határolt területen, amit szokás Theatreland (Színháznegyednek) is nevezni, és ide sorolható még a Temze túlpartján található South Bank is. A színházak nagy része magántulajdonban van és hasonlatosan a New York-i Broadwayhez, főleg populáris darabok, musicalek, vígjátékok és klasszikus művek mennek. Gyakori vendégek a színpadokon a filmvilág sztárjai, 2005-2006-ban itt játszott többek között Kevin Spacey, Jeremy Irons, Val Kilmer, Ewan McGregor, Brooke Shields, Woody Harrelson, Kathleen Turner, David Schwimmer és Keira Knightley is. Néhány darab olyan sikeres, hogy hosszú évek óta megszakítás nélkül játsszák: az Agatha Christie művéből készült Egérfogó (Mousetrap) például 1953 óta folyamatosan műsoron van ugyanabban a színházban, a Macskák pedig több mint 9000 előadást ért meg 21 év alatt, amikor 2002-ben lekerült a műsorról, és vannak más, szintén évtizedek óta futó darabok is.

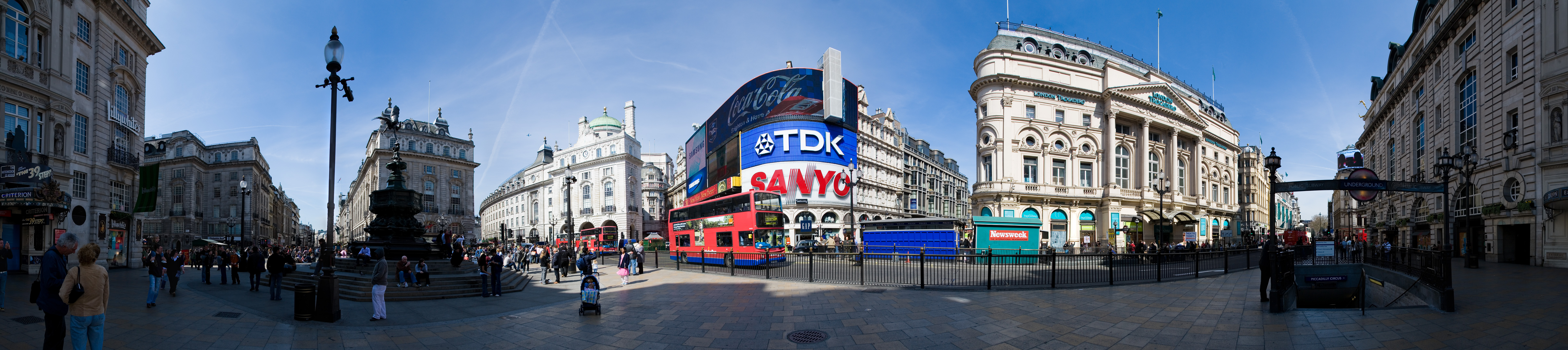
Panorámakép a Piccadilly Circus térről

### Kelet-London

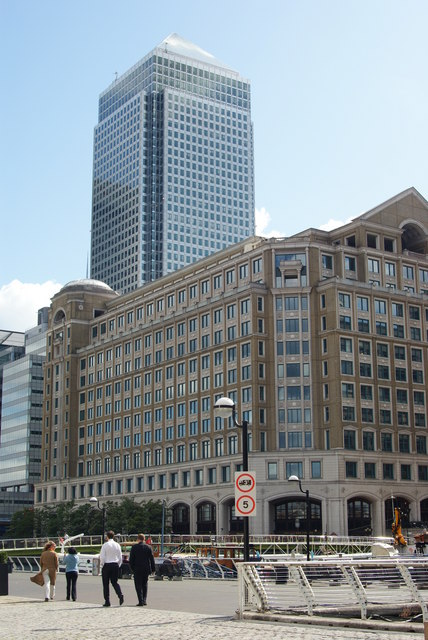
A Canary Wharf üzleti negyedben található One Canada Square épület, ami 1993 és 2012 között az Egyesült Királyság legmagasabb épülete volt

London korai ipari fejlődése nagyrészt Kelet-Londonban zajlott le. Évtizedekig elmaradott, szegény területnek számított. Manapság ez a városrész fejlődik a legdinamikusabban, mozgatórugója a 2012-es olimpia mellett a gazdasági átalakulás, az ipari termelés és a tömegáruk, valamint nyersanyagok kereskedelmének csökkenése, illetve átalakulása.

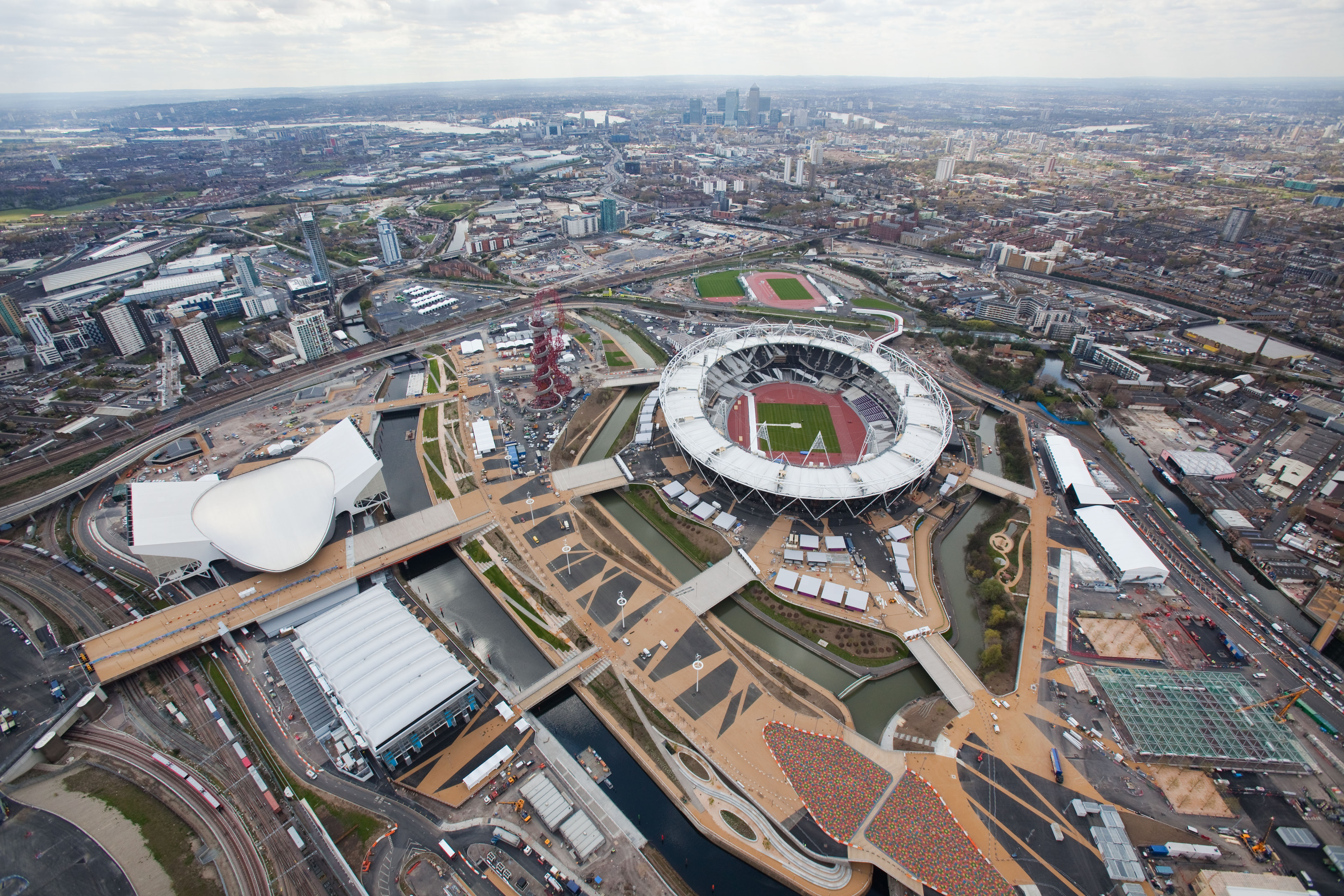
A olimpiai park 2012-ben

Az East End van a legközelebb az eredeti kikötőkhöz, emiatt a legtöbb bevándorló itt telepedett le. Az East End a Citytől keletre terül el, és itt található Whitechapel, Mile End, Bethnal Green, Hackney, Bow és Poplar. Itt helyezkedik el London legtöbb piaca és számos múzeum. Az „igazi londoni”-nak tartott Cockney akcentus is innen származik. Stratford városrész volt a 2012-es nyári olimpiai játékok központja, ide épült az Olimpiai Stadion, az olimpiai falu, több sportcsarnok és kisebb stadion, valamint két új vasúti pályaudvar, és számos más beruházás is.
A Docklands (Dokknegyed) ami főleg az Isle of Dogs félszigeten és attól keletre, a Temze északi partján található, nagy fokú fejlődésen ment keresztül az 1980-as évek kezdete óta. Wappingban rengeteg volt raktárat foglaltak el művészek, hogy műteremként és olcsó, tágas lakásként használják. Ez magára vonta az ingatlanfejlesztők figyelmét is. A nagyarányú fejlesztések következtében kialakult a Canary Wharf, melynek legismertebb épülete a One Canada Square irodaépület, ami Egyesült Királyság második legmagasabb felhőkarcolója.
Az elmúlt 3-4 évben több újabb felhőkarcoló épült és épül jelenleg is, több cég (befektetési bank, jogi cég) is megjelent a környéken. Egyre gyarapodik a lakóépületek, elsősorban a magas apartmanházak száma, éttermek és night clubok nyíltak, bevásárlóközpontok és mozikomplexum is épült. A folyamatosan bővülő, korszerű magasvasút, a Docklands Light Railway köti össze a londoni metróval. Kelet felé, Newham kerületben található a London városi repülőtér (London City Airport) és az ExCeL kiállítóközpont.

### Nyugat-London

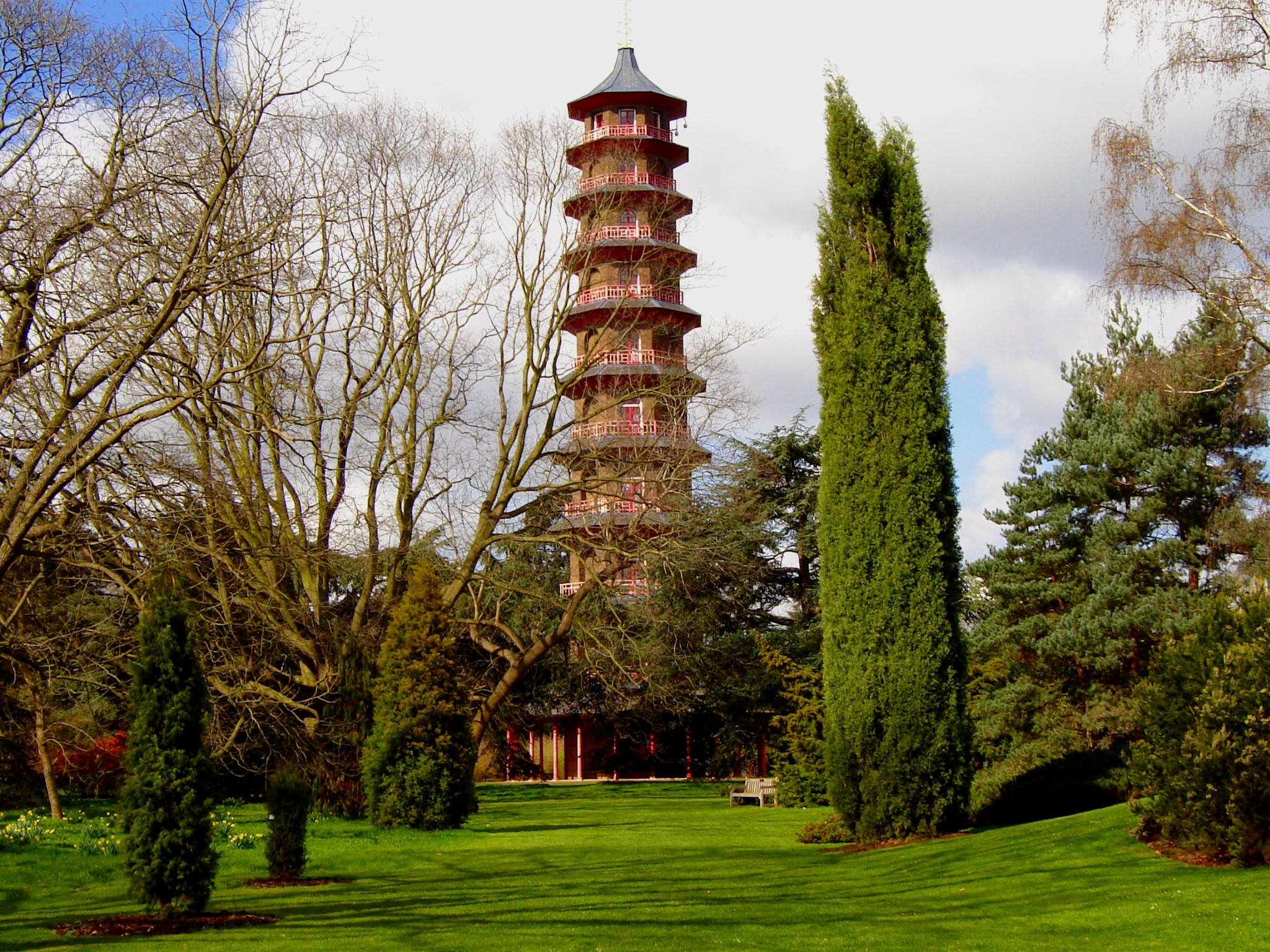
A 18. századi 50 méter magas Pagoda, ami a Kew Gardens leghíresebb épülete

Nyugat-Londonban található több is a régi, divatos és drága lakónegyedek közül, mint például Notting Hill, amelyet egy mozifilm (Sztárom a párom) is híressé tett és amely minden évben otthont ad a híres Notting Hill-i karneválnak is. Tőle nem messze található a híres régiségpiac a Portobello Roadon. Kensington és Chelsea az ország legdrágább lakóhelyei. Híres még a Kings Road, ami egy elegáns bevásárlóutca. Nyugat felé, White Citynél található a BBC fő központja, még nyugatabbra, Hillingdon kerületben pedig a London-Heathrow-i repülőtér, amely az ország elsődleges és egyben a legfontosabb reptere is, utasforgalmát tekintve pedig a világ legforgalmasabbja.
A Richmond upon Thames kerületben található két gyönyörű folyóparti városrész, Richmond upon Thames és Twickenham. Magát a kerületet gyakran egyébként nem Nyugat-London, hanem Délnyugat-London részének tartják, mivel ez az egyetlen londoni kerület, amely átnyúlik a Temzén. Itt található London legnagyobb parkja, a Richmond Park, valamint a Twickenham stadion, az angol rögbiszövetség központja. Igen nevezetes a Kew Gardens a pálmaházával, könyvtárával és nevezetes pagodájával. A Pagoda a 18. században épült, a kor legmagasabb kínai stílusú épületeként. A pagoda egy 10 emeletes, kör alaprajzú, emeletenként 30 centiméterrel csökkenő átmérőjű épület.

### Dél-London

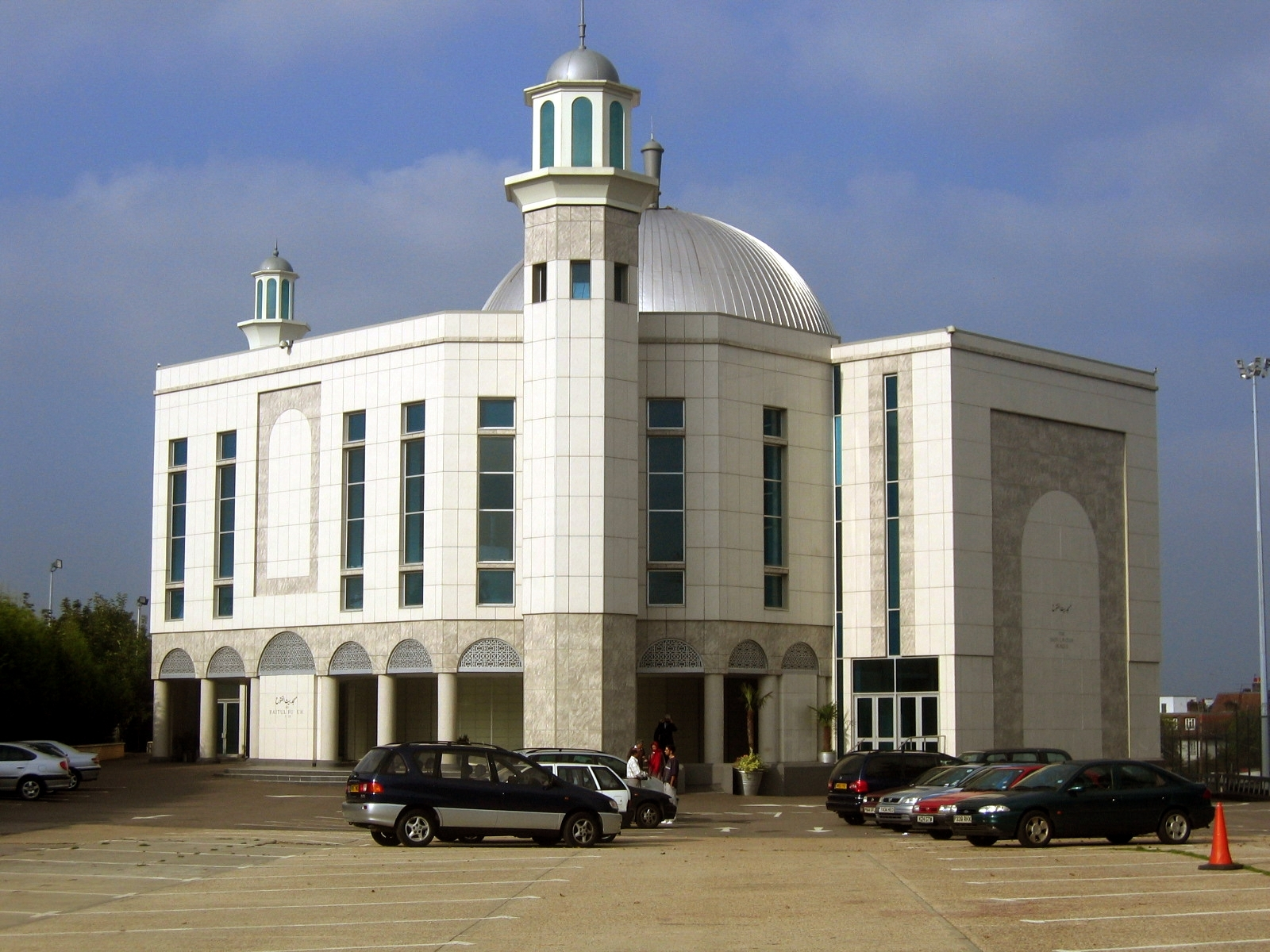
A Baitul Futuh mecset egyszerre tízezer ember befogadására is alkalmas.

Dél-London Morden körzetében található a Baitul Futuh mecset, Nyugat-Európa egyik legnagyobb iszlám imaháza. Akár több mint tízezer muszlim imádkozhat benne egyszerre.

## London közlekedése

### Tömegközlekedés
London közlekedését a közvetlenül a Nagy-Londoni Polgármesteri Hivatalnak (Mayor of London) alárendelt Transport for London (TfL) vállalat irányítja. Londonban található a világ első földalattija, mely ma is fontos szerepet tölt be a nagyváros közlekedésében. A londoni piros emeletes buszok a városkép elengedhetetlen részei, azokról a világ minden táján Londonra asszociálnak. Az agglomerációval vasút, míg a város három repülőterével repülőtéri expresszvonatok kötik össze a belvárost. Fontos szerepet játszik a tömegközlekedésben a korszerű városi vasút, a Docklands Light Railway is.

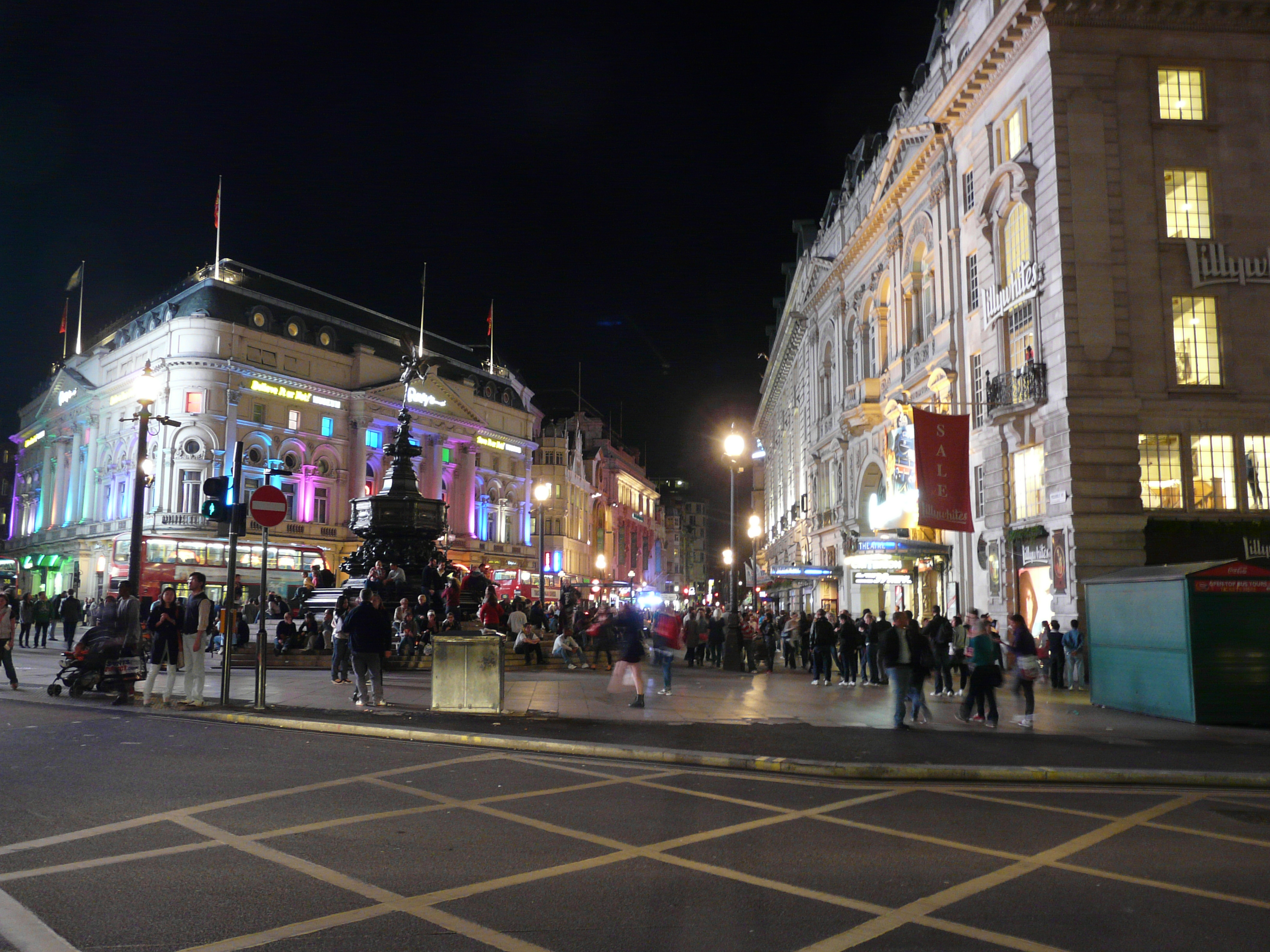
Piccadilly

#### Metró

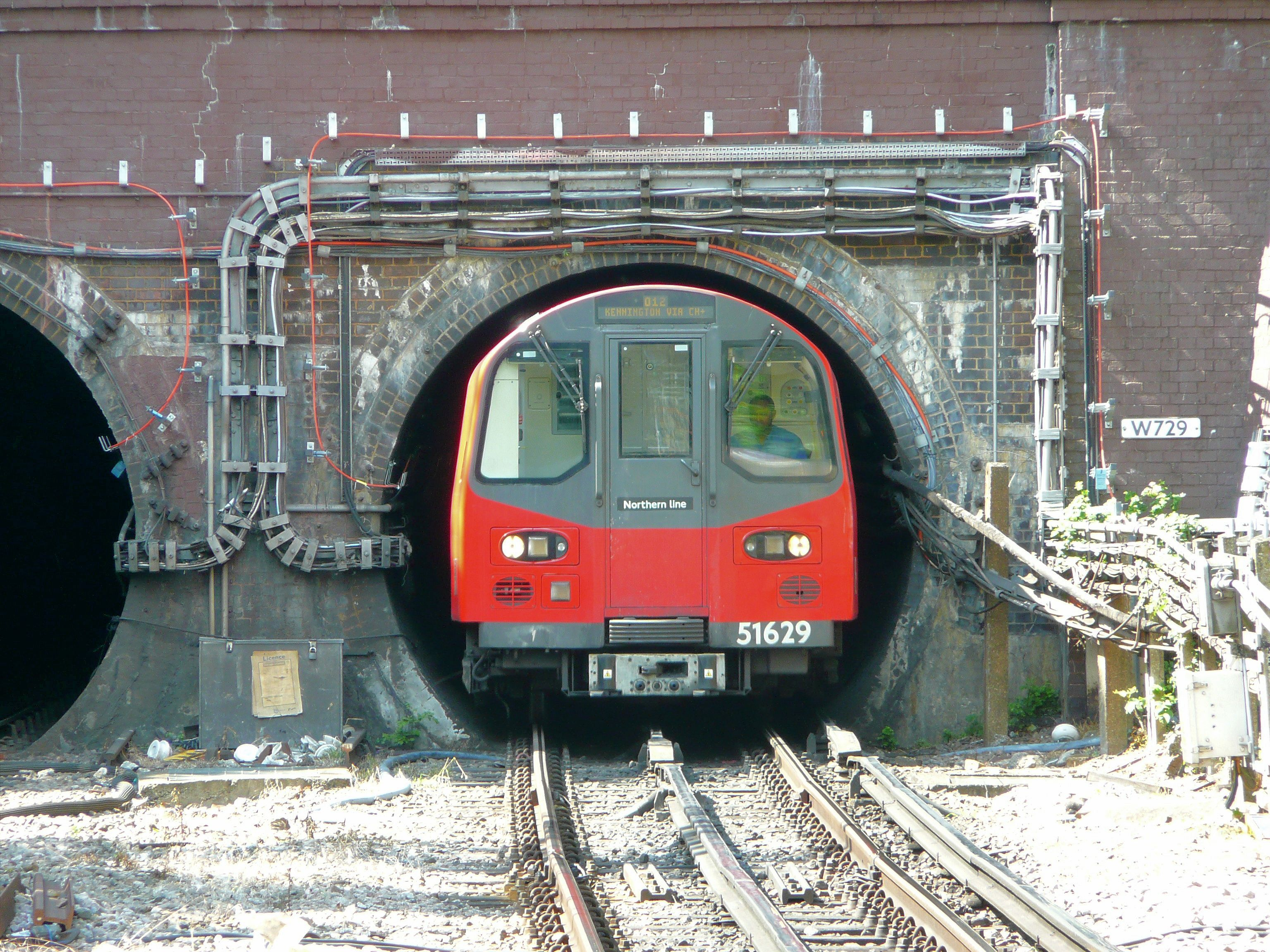
A földalatti henger formájú alagútja a Northern line metróvonalon

A londoni metró (angolul London Underground) az angliai Nagy-Londont és néhány szomszédos területet (Essex, Hertfordshire és Buckinghamshire), tizenegy vonallal kiszolgáló, teljesen villamosított metrórendszer. Ez a világ legrégebbi metrója, és az egyik legnagyobb a vonalak összhosszúsága szerint. 1863. január 10-én nyitották meg Metropolitan Railway néven, akkor még csak két vonallal (ezek nagy része ma a Hammersmith & City line részét képezi). A hálózat 55%-a a földfelszín felett halad, annak ellenére, hogy angol nevének jelentése „londoni földalatti”. A helyi lakosok a metrót the Underground (a földalatti), vagy – bizalmasabb stílusban, az alagutak henger alakú formája miatt – the Tube (a cső) néven emlegetik.
A metró 268 állomást szolgál ki és több mint 400 kilométeres pályán futnak a szerelvények, ám számos vonalat és állomást már megszüntettek. 2005-2006-ban 971 millió utas, 2006-2007-ben pedig a metró történetében először több mint egy milliárd ember utazott a londoni földalattin. 2007 márciusában naponta 3 millióan használták a hálózatot, ám ez a szám hétköznap elérte a 3,4 millió főt.
2003-óta a londoni metró a Transport for London (röviden TfL) működtetése alatt áll, amely Nagy-London világhírű kétszintes autóbuszait is üzemelteti. A korábbi London Underground Limited a London Regional Transportnak volt a leányvállalata.

#### Busz

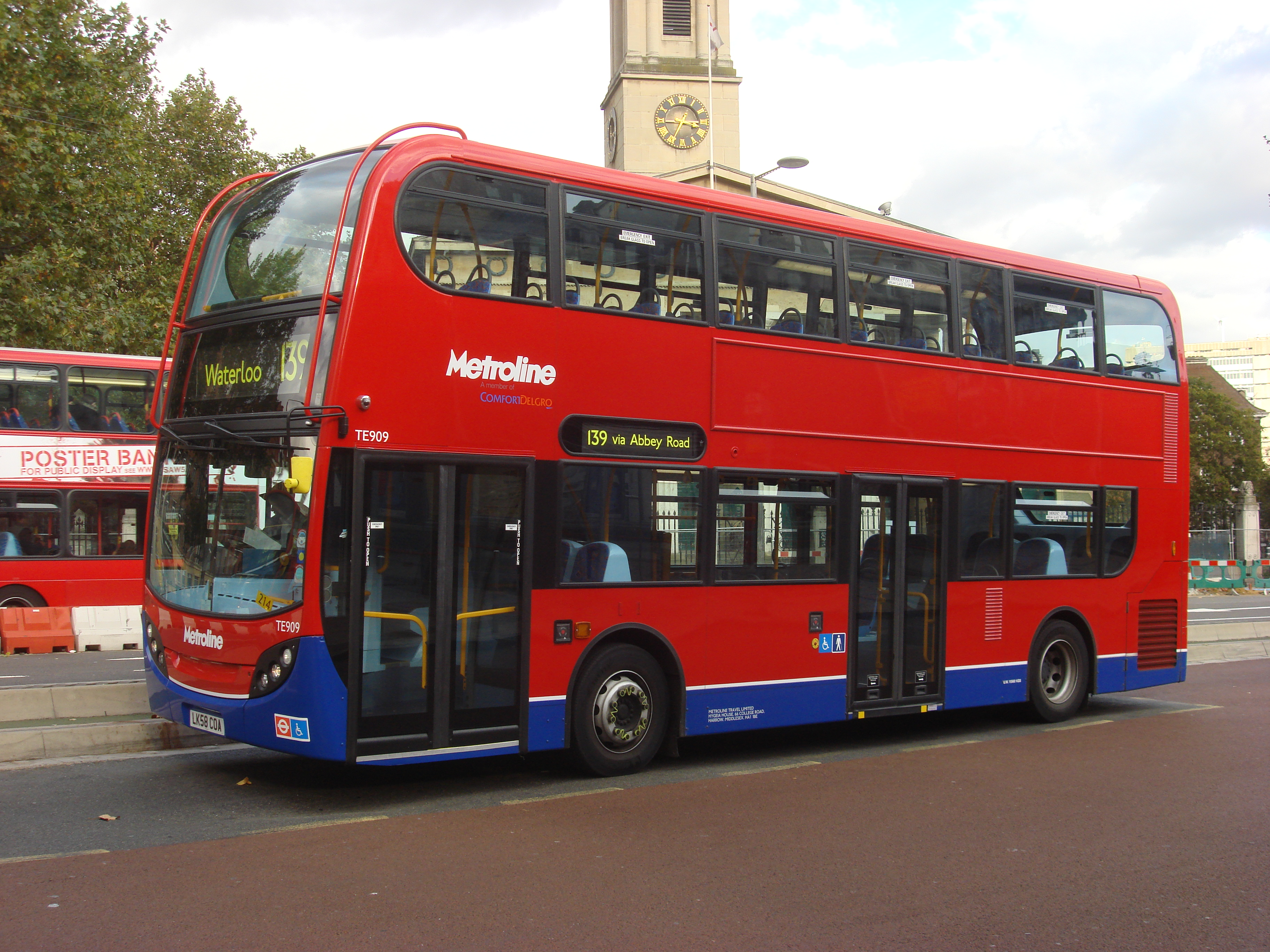
A modern Enviro 400 kétszintes busz közlekedik a 139-es vonalon

London buszhálózata 700 vonallal, naponta 6800 járattal és 6 millió utassal rendkívül kiterjedtnek mondható. Nagyobb a napi utasforgalma, mint a metróhálózatnak. Ehhez a hatalmas rendszerhez tartozik még a fentieken felül 100 éjszakai vonal, ami a földfelszin feletti tömegközlekedést egy 24 órás szolgáltatássá teszi a városban.
A TfL irányítja a tömegközlekedés rendszerét a városban. A szolgáltatóknak vele kell szerződést kötnie. Ebben részletezve van: milyen vonalon, milyen sűrűn, milyen típusú busszal, milyen áron kell elvégezni a szállítást. Ha a szolgáltató valamelyik szerződésben vállalt kötelezettségének nem tesz eleget, büntetésre számíthat.
Sok járatot a jelképnek számító piros kétszintes busszal látnak el. Manapság azonban egyre inkább terjed az alacsony padlós változat, ami mozgássérültek számára is könnyebben használható. A régi, jól ismert Routemaster típus most már csak a belváros két, nagyon forgalmas vonalán (9-es, 15-ös) közlekedik.
A TfL 2000-es átalakítása óta a buszhálózat sok támogatást, fejlesztési pénzt kap. Ebből egyaránt bővítik a járatszámot, valamint sűrítik a meglévő járatok menetrendjét, javítják elérhetőségüket, valamint a kerekesszékkel való használatot megkönnyítik.

#### Villamos

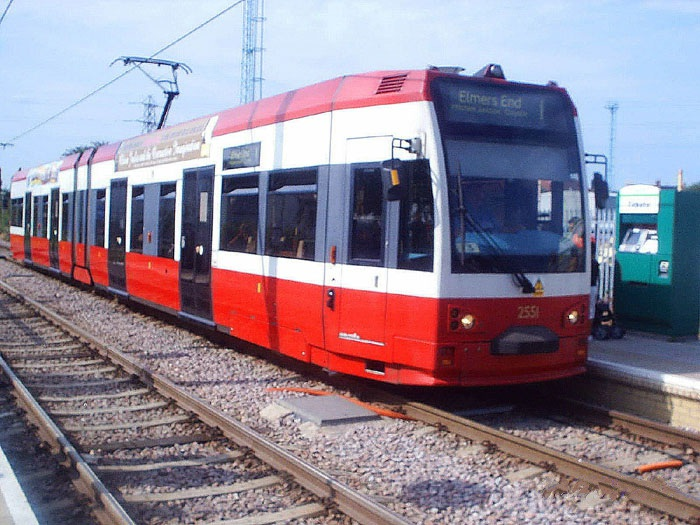
Villamos Elmers End állomás felé az 1-es vonalon

A londoni villamoshálózat (Tramlink) a város déli, metróvonalakkal kevésbé rendelkező területeit szolgálja ki. Főként Croydon városrészt hálózza be, ezért Croydon Tramlinknek is nevezik. A First London üzemelteti a TfL-lel szerződésben. A villamoshálózat 2000 májusában kezdte meg újra működését - az 1952-ben felszámolt hálózat helyett - 39 állomást szolgál ki, három útvonalon, amelyeken a Bombardier cég által gyártott CR-4000 típusú szerelvények futnak. Az úthálózat 28 km hosszú, számos helyen csatlakozási ponttal a National Rail vonalaira, illetve Wimbledon állomásnál a metróhálózatra (District line) is.

#### DLR

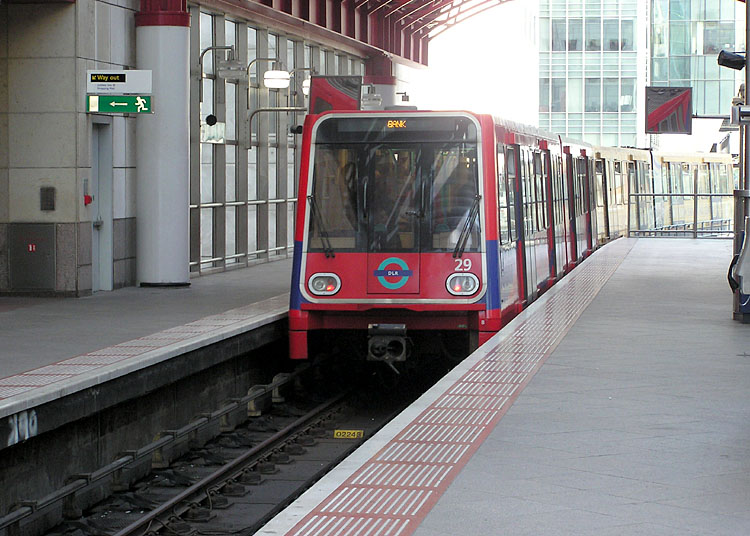
A DLR egy szerelvénye a Canary Wharfnál

A Docklands Light Railway vagy röviden DLR Kelet-Londonban közlekedő korszerű városi vasút, többnyire magasvasútként, több méterrel a felszín felett halad, csak egyik nyugati végállomásánál, a Bank állomásnál és a Temze alatti alagútban vezet a pálya a föld alá. A DLR független a metrótól, bár szerepel annak általánosan elterjedt térképén és a megfelelő zónákra érvényes jegyek érvényesek rajta is.
Az 1980-as években megindult kelet-londoni fejlesztések során kezdték építeni, a forgalom 1987-ben indult meg. Jelenleg is bővítik, legújabb szakaszát 2005 végén adták át, négy új megállója révén többek között immár a London City Airporthoz is vezet gyorsvasúti összeköttetés. Jelenleg összesen 31 km pályán, öt vonalon járnak vonatok. A különböző vonalakat nem jelölik külön színnel, számmal vagy névvel, mindössze a cél végállomás nevét írják ki.
A DLR különlegessége, hogy a kocsikban nincs vezető, azokat egy központi irányító rendszer vezérli. Azonban minden vonaton utazik egy kalauz (asszisztens), aki az ajtók záródását kontrollálja, szükség esetén tájékoztatja az utasokat, felügyeli a vonat rendjét és ellenőrizheti a jegyeket. A vezérlőrendszer esetleges meghibásodása esetén ők át tudják venni a kocsik irányítását is.

#### Overground

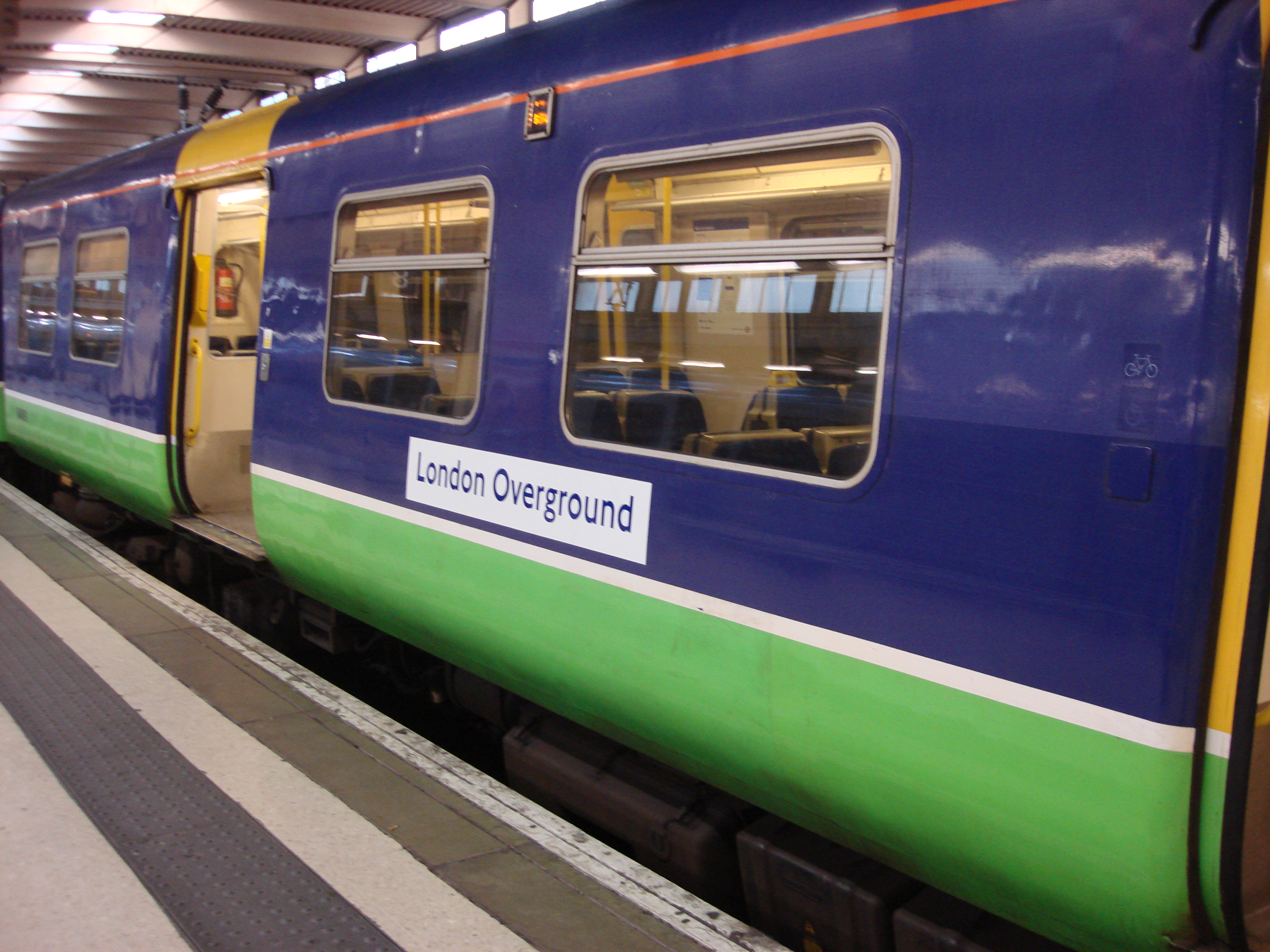
Overground szerelvény

A londoni Overground a Tfl-el szerződésben lévő London Overground Rail Operations Ltd. (LOROL) által üzemeltetett vasúthálózat, amely 86 km-es pályán, négy vonalon, 55 állomást szolgál ki. A jelenlegi hálózat átszállási kapcsolatot kínál a DLR-ra és a metróvonalakra (Bakerloo, Central, District, Hammersmith & City, Jubilee, Northern és Victoria) egyaránt. Az Overground vonalait a metrótérképeken is feltüntetik és betagozódik az Oyster viteldíjfizető rendszerbe. A vonatok többsége hajnali 5 órától éjfélig közlekedik, az alábbi vonalakon:
- North London line (Richmond és Stratford állomások között)
- West London line (Clapham Junction és Willesden Junction állomások között)
- Gospel Oak - Barking line (Gospel Oak és Barking állomások között)
- Watford DC line (Watford Junction és Euston állomások között)

#### Vasút
London életében kiemelten fontos a vasúti közlekedés, hiszen több millióan laknak a város külső agglomerációjában, ahonnan naponta járnak be London központjába dolgozni. A Temzétől délre sokkal ritkább a metróhálózat, mint az északi oldalon, így ott a belső területeken is sokan napi szinten használják a vonatokat. A legnagyobb pályaudvarok a Blackfriars, a Cannon Street, a Charing Cross, a Euston, a Fenchurch Street, a Kings Cross, a Liverpool Street, a London Bridge, a Marylebone, a Paddington, a St Pancras, a Victoria és a Waterloo. A Fenchurch Street kivételével valamennyi csatlakozik a földalatti hálózathoz is. A legforgalmasabb állomások a London Bridge évi 80 millió utassal, a Waterloo 68 millió, a King's Cross 49 millió és a Liverpool Street 39 millió utassal.

### Légi közlekedés
Londont hat nemzetközi repülőtér szolgálja ki. A világ egyik legforgalmasabb reptere a Heathrow London nyugati részében található, jelenleg öt terminálja üzemel, az 5-ös terminált 2008 márciusában adták át. Két kisebb reptér a kelet-londoni dokkok környékén levő London-City repülőtér és a délkeleten fekvő, korábban katonai célokra használt Biggin Hill, amely főleg kisebb magán- és charter gépeket, a City emellett rövid távokra repülő menetrend szerinti járatokat is fogad. Másik három nemzetközi reptere a város határán jóval túl van, Gatwick délre, Stansted északkeletre, a Luton északnyugatra.
Budapestről több légitársaság is üzemeltet járatokat Londonba, code-share járatokkal a British Airways Heathrow-ra átlagban napi három járatpárt, a „fapados” vagy diszkont légitársaságok közül a Wizz Air (Luton) átlagban napi négy, az Easyjet (Gatwick) napi egy járatpárt indít, míg a Ryanair (Stansted) napi három járatpárt üzemeltet.

## Kultúra

### Filmművészet
London számos filmrendezőt és forgatókönyvírót megihletett már, a filmgyártás kezdetei óta. Londonban játszódó híres filmek:
- A vád tanúja (1957)
- Mary Poppins (1964)
- Alfie – Szívtelen szívtipró (1966)
- Téboly (1972)
- Hosszú nagypéntek (1980)
- 1984 (1984)
- Négy esküvő és egy temetés (1994)
- 101 kiskutya (1996)
- 102 kiskutya (2000)
- A hal neve: Wanda (1988)
- Fészkes fenevadak (1997)
- Az ember, aki túl keveset tudott (1997)
- Elizabeth (1998)
- Apád-anyád idejöjjön! (1998) (részben)
- Szerelmes Shakespeare (1998)
- A Ravasz, az Agy és két füstölgő puskacső (1998)
- Sztárom a párom (1999)
- Blöff (2000)
- A pokolból (2001)
- Bridget Jones naplója (2001)
- Bridget Jones: Mindjárt megőrülök! (2004)
- Csavard be, mint Beckham (2002)
- 28 nappal később (2002)
- 28 héttel később (2007)
- Igazából szerelem (2003)
- Miről álmodik a lány? (2003)
- Londoni csapás (2003)
- Johnny English (2003)
- Match Point (2005)
- V mint vérbosszú (2005)
- Bűnös viszonyok (2006)
- A tökéletes trükk (2006)
- Szerelem és egyéb katasztrófák (2007)
- Sweeney Todd, a Fleet Street démoni borbélya (2007)
- Banki meló (2008)
- A másik Boleyn lány (2008)
- Spíler (2008)
- Sherlock Holmes (2009)
- Johnny English újratöltve (2011)
- Sherlock Holmes 2. – Árnyjáték (2012)
- One Direction: This Is Us (2013)

## Sport

### Labdarúgás
Nézőszám tekintetében a legnépszerűbb sport kétségkívül a labdarúgás, és London bőven el is van látva kiváló csapatokkal. A futballtörténelemben ezek a csapatok azonban nem annyira voltak sikeresek, mint az északnyugat-angliai csapatok, jelesül a Liverpool FC vagy a Manchester United. A 2003/04-es bajnokság volt az első, amikor két londoni csapat végzett az első két helyen, az Arsenal FC nyerte a bajnokságot, nyomában a Chelsea FC-vel. A rákövetkező évben ezt megismételték, de a két csapat helyet cserélt a táblázaton.

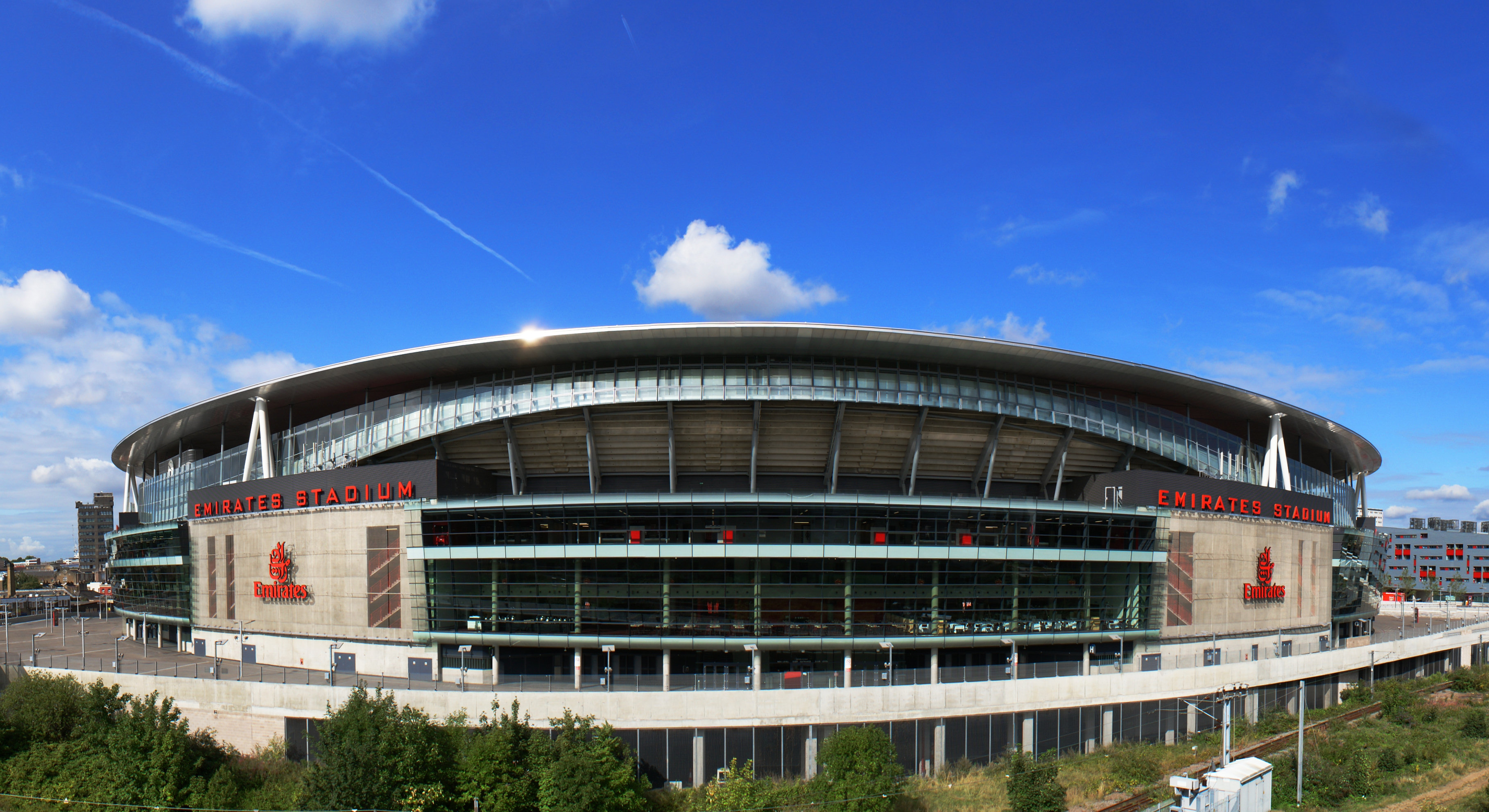
Az Emirates Stadion

A londoni klubok – főként a cégek által bérelhető VIP szektoroknak köszönhetően – egyre több bevételre tesznek szert, ezért pénzügyileg jobban erősödnek mint vidéki vetélytársaik. A Chelsea jelenlegi felfutása előtt – ami az orosz milliárdos Roman Abramovicsnak köszönhető, aki tengernyi pénzt áldozott a csapat megerősítésére – a két legjobb londoni klub hagyományosan a Emirates Stadionban székelő Arsenal és észak-londoni vetélytársa a Tottenham Hotspur voltak. A 2013/14-es idényben 8 londoni csapat játszik a Premier League-ben, az Arsenal, a Chelsea, a Tottenham a West Ham United, a Fulham FC és az újonc Crystal Palace FC. Az alsóbb osztályokban számos további félprofi vagy amatőr csapat játszik még a fővárosból.
London adott otthont az 1966-os labdarúgó-világbajnokságnak és az 1996-os labdarúgó-Európa-bajnokság-nak valamint ötször, 1968-ban, 1978-ban, 1992-ben, 2011-ben és 2013-ban az Angol labdarúgó-szövetség megalapításának 150. évfordulójának tiszteletére rendezte meg a Bajnokcsapatok Európa Kupájának, illetve a Bajnokok Ligájának döntőjét. Az angol csapatok 1985 és 1990 között a futball-huliganizmus miatt el voltak tiltva az európai kupákon való részvételtől. A labdarúgás legismertebb londoni szentélye a legendás Wembley Stadion volt Északnyugat-Londonban. A régi stadiont – ami hagyományosan otthona volt az FA Kupa döntőjének és az angol válogatott otthoni meccseinek – 2000-ben bezárták és lebontották, a helyére új stadion épült. Az eredeti tervek szerint itt rendezték volna a 2006-os FA Kupa döntőt, ez lett volna a stadion nyitómérkőzése, de az építők nem készültek el határidőre, így a megnyitás eltolódott, 2006 őszére. A Wembley Stadion volt a helyszíne a legemlékezetesebb magyar futballtörténeti eseménynek, amikor is 1953-ban barátságos mérkőzésen az Aranycsapat 6:3-ra győzött az angol válogatott ellen, akik addig soha nem veszítettek még a Wembley-ben.

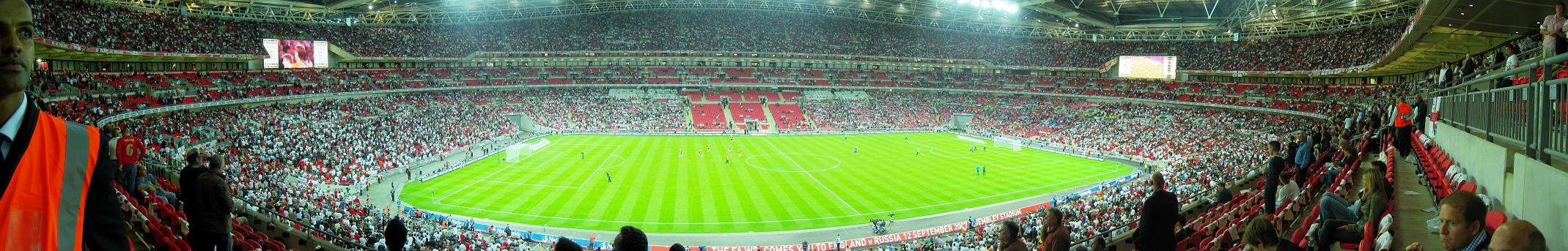
Panorámakép a Wembley Stadionból

### További sportok
Szintén népszerű sportág a rögbi, melynek fellegvára a délnyugat-londoni Twickenham stadion. A 12 csapatos első osztályban három londoni klub játszik, bár mindhárom csapat – a London Irish, a Sarcens és London Wasps – hazai pályája a városon kívül, az agglomerációban van. Az alsóbb osztályokban itt is több klub játszik.
Más csapatsportokban is vannak első osztályú londoni klubok, így a kosárlabdázóknál a London Towers, a hokisoknál a London Racers, de ezek közel sem vonzanak annyi nézőt, mint a foci vagy a rögbi.
Két fontos krikett-pálya van a városban: a St. John's Woodban a Lord's Crickett Ground és Dél-Londonban az Oval. Mindkettőn hazai klubok és az angol válogatott is játssza mérkőzéseit. A krikett népszerűsége – főként a napokig tartó nemzetközi tesztmérkőzések idején – eléri vagy meg is haladja a foci nézettségét.
A világ egyik legismertebb tenisztornáját London délnyugati kertvárosában, Wimbledonban rendezik. Az All England Lawn Tennis and Croquet Club füves pályáján nyaranta rendezett bajnokság a négy Grand Slam-torna egyike, mind közül talán a legnagyobb presztízzsel bíró.
A tömegsportok közül kiemelendő – az indulók számát tekintve – a világ legnagyobb utcai futóversenye, a London Marathon.
London eddig háromszor, 1908-ban, 1948-ban és 2012-ben rendezett Nyári Olimpiai játékokat. Érdekesség, hogy 2012-ben volt az első alkalom, amikor eredeti pályázaton nyerte el a város a rendezés jogát, ugyanis 1908-ban „beugróként”, az eredetileg kiválasztott Róma helyett vállalta a rendezést, 1948-ban pedig a NOB pályázat nélkül ítélte a városnak a világháború utáni első játékokat.

## Testvérvárosai
Nagy-London testvérvárosai:
- Arequipa, Peru
- Berlin, Németország
- Bogotá, Kolumbia
- Delhi, India
- Johannesburg, Dél-Afrika
- Kuala Lumpur, Malajzia
- Kuvaitváros, Kuwait
- La Paz, Bolívia
- Moszkva, Oroszország
- New York, Egyesült Államok
- Oslo, Norvégia
- Sanghaj, Kína
- Sylhet, Banglades
- Szöul, Dél-Korea
- Teherán, Irán

### Partnerváros
- Algír, Algéria
- Baku, Azerbajdzsán
- Buenos Aires, Argentína
- Bukarest, Románia
- Delhi, India
- Dhaka, Banglades
- Isztambul, Törökország
- Los Angeles, Egyesült Államok
- Mumbai, India
- Párizs, Franciaország
- Peking, Kína
- Podgorica, Montenegró
- Szófia, Bulgária
- Tokió, Japán
- Zágráb, Horvátország

## Fordítás
Ez a szócikk részben vagy egészben  a   London című angol Wikipédia-szócikk fordításán alapul.  Az eredeti cikk szerkesztőit annak laptörténete sorolja fel. Ez a jelzés csupán a megfogalmazás eredetét és a szerzői jogokat jelzi, nem szolgál a cikkben szereplő információk forrásmegjelöléseként.

### Útikönyvek
- London Kalauz - Látnivalók, tömegközlekedés, érdekességek – A legbővebb magyar nyelvű városkalauz
- London nevezetességei, rendszeresen frissített belépőjegy és nyitvatartási információkkal
- Londoni nyitott útikönyv (angolul)
- Londoni kalauz az Englandguide.co.uk-ból (angolul)
- Városi séták: Remek dolgok Londonban (angolul)
- World66 londoni útikalauz, útikönyv, melyet a felhasználói írtak. (angolul)
- Világzene kalauz Londonba (angolul)

### Történelmi dokumentumok
- First chapter of the book "London: The Biography" by Peter Ackroyd (angolul)
- Novels set in London reviewed by Century of setting (angolul)
- Londinium.com, the original site for London (angolul)

### Egyéb
- London Transport angolul
- The Evening Standard's website angolul
- London Archiválva 2005. szeptember 6-i dátummal a Wayback Machine-ben at NASA's Earth Observatory
- Képek a londoni metróról
- London Curiosities Fényképek érdekes helyekről, tárgyakról

### Hivatalos közhasznú kiadványok
- Office of Public Sector Information (HMSO) (angolul)